# Höllengebirge
Das Höllengebirge ist ein nach Norden vorgeschobenes Faltengebirge im oberösterreichischen Teil des Salzkammergutes und wird den Nördlichen Kalkalpen zugerechnet. Das durchschnittlich auf 1600 m ü. A. liegende Hochplateau hat seinen höchsten Punkt im Großen Höllkogel mit 1862 m ü. A. Das stark verkarstete Gebirge besteht vorwiegend aus Wettersteinkalk und entwässert größtenteils unterirdisch. Durch Alpenvereinshütten und ein großes Wegenetz ist das Höllengebirge für den Tourismus erschlossen. Am Feuerkogel und beim Taferlklaussee befinden sich Wintersportgebiete. Der Feuerkogel ist ganzjährig mit der Feuerkogelseilbahn von Ebensee am Traunsee aus erreichbar. Wälder sind nur an den Flanken des Gebirges vorhanden. Das Plateau selbst ist mit ausgedehnten Beständen der Bergkiefer (Pinus mugo) bedeckt. Das Höllengebirge ist im Besitz der Österreichischen Bundesforste. Der Name stammt vom Talkessel „In der Höll“ an der Südseite des Gebirges.

## Geographie

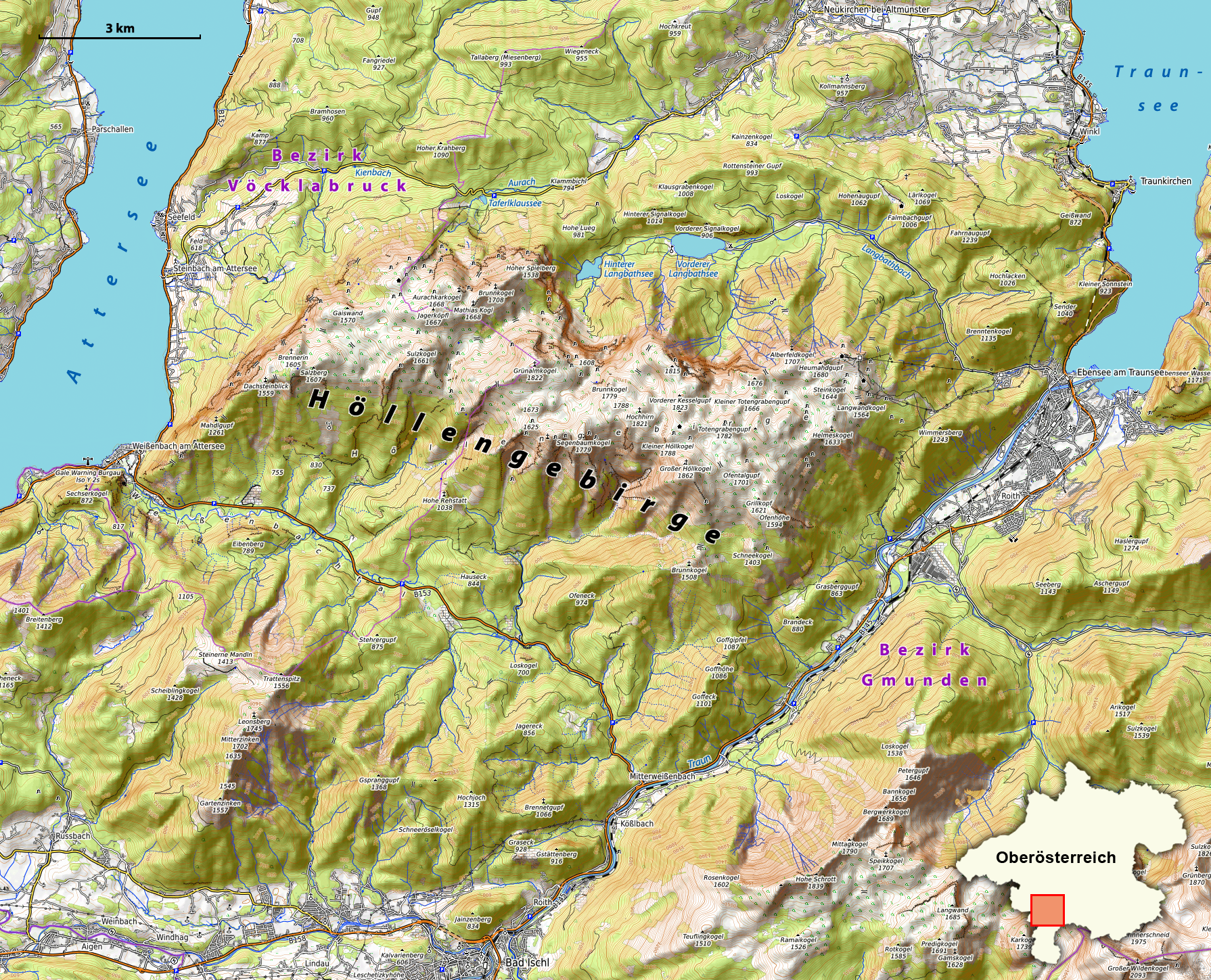
Topografische Karte des Höllengebirges

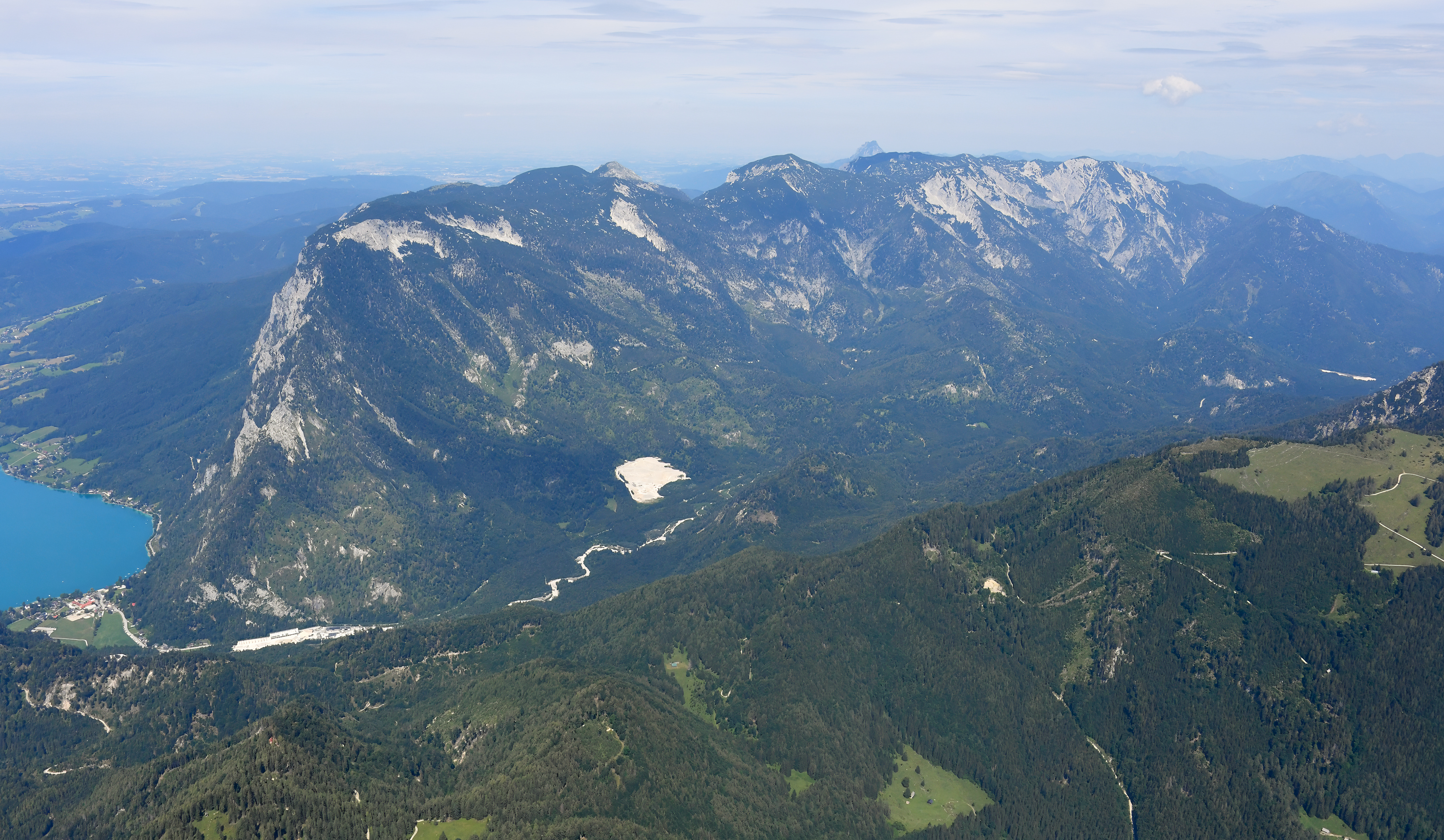
Die Südseite des Höllengebirges von Südwesten aus der Luft gesehen

Das Höllengebirge besitzt eine maximale Ausdehnung zwischen dem Attersee im Westen und dem Traunsee im Osten von 17 und von Nord nach Süd von 11 Kilometern; es umfasst eine Gesamtfläche von 126,8 km².
Die Nordgrenze bilden der Kienbach, der vom Sattel Krahbergtaferl zum Attersee fließt, sowie der Oberlauf der Aurach vom Taferlklaussee bis zur Großalm. Die Grenze verläuft dort hinauf zum 830 m ü. A. hohen Sattel Lueg, hinunter zum Hinteren Langbathsee und entlang des Langbathbaches bis zu dessen Mündung in den Traunsee in Ebensee. Im Südosten wird das Gebiet zwischen Ebensee und Mitterweißenbach durch die Traun begrenzt. Die südwestliche Grenze zwischen Mitterweißenbach und Weißenbach am Attersee bildet das Weißenbachtal. Entlang des Atterseeufers zwischen Weißenbach und Seefeld wird die Grenze geschlossen.
Verwaltungsmäßig befindet sich das Höllengebirge in dem zum Hausruckviertel gehörenden Bezirk Vöcklabruck (Westen) und in dem zum Traunviertel gehörenden Bezirk Gmunden (Osten). Während historisch das Höllengebirge zur Gänze zu dem seinerzeit bis zur Traun reichenden Hausruckviertel zählte, wird die Grenze zwischen Hausruck- und Traunviertel heute entlang der Bezirksgrenze gezogen und verläuft vom Krahbergtaferl zum Hochleckenhaus, über den Grünalmkogel und zur Hohen Rehstatt bis zur Weißenbacher Straße im Süden.
Folgende Gemeinden des Bezirkes Gmunden haben Anteil am Höllengebirge: die Stadtgemeinde Bad Ischl mit einem Teil der Katastralgemeinde Jainzen, die Marktgemeinde Ebensee mit der Katastralgemeinde Langwies und Teilen der Katastralgemeinde Oberlangbath sowie die Marktgemeinde Altmünster mit Teilen der Katastralgemeinde Neukirchen. Im Bezirk Vöcklabruck erstreckt sich das Höllengebirge auf einen Großteil der Orts- und Katastralgemeinde Steinbach am Attersee.

### Verkehr
Im Norden verläuft die Großalm Straße L544 von Steinbach am Attersee bis nach Neukirchen bei Altmünster. Sie hat ihren höchsten Punkt an der Taferlhöhe 829 m, unweit des Taferlklaussees. Im Osten führt von Ebensee die Langbath Straße L1297 zum Vorderen Langbathsee. Entlang der Traun führt im Osten die Salzkammergutstraße. Im Süden führt die Weißenbacher Straße durch das Weißenbachtal. Sie beginnt bei der Salzkammergutstraße und endet in Weißenbach am Attersee im Westen. Entlang des Ostufers des Attersees befindet sich die Seeleiten Straße. Die Feuerkogelseilbahn ist eine Luftseilbahn und führt von Ebensee auf den Feuerkogel. Vom Ebenseer Ortsteil Langwies führt von Südosten eine als Schotterpiste ausgeführte Straße auf den Feuerkogel. Diese ist für den öffentlichen Verkehr gesperrt, ein Befahren mit Fahrrädern ist jedoch gestattet.

### Topographie

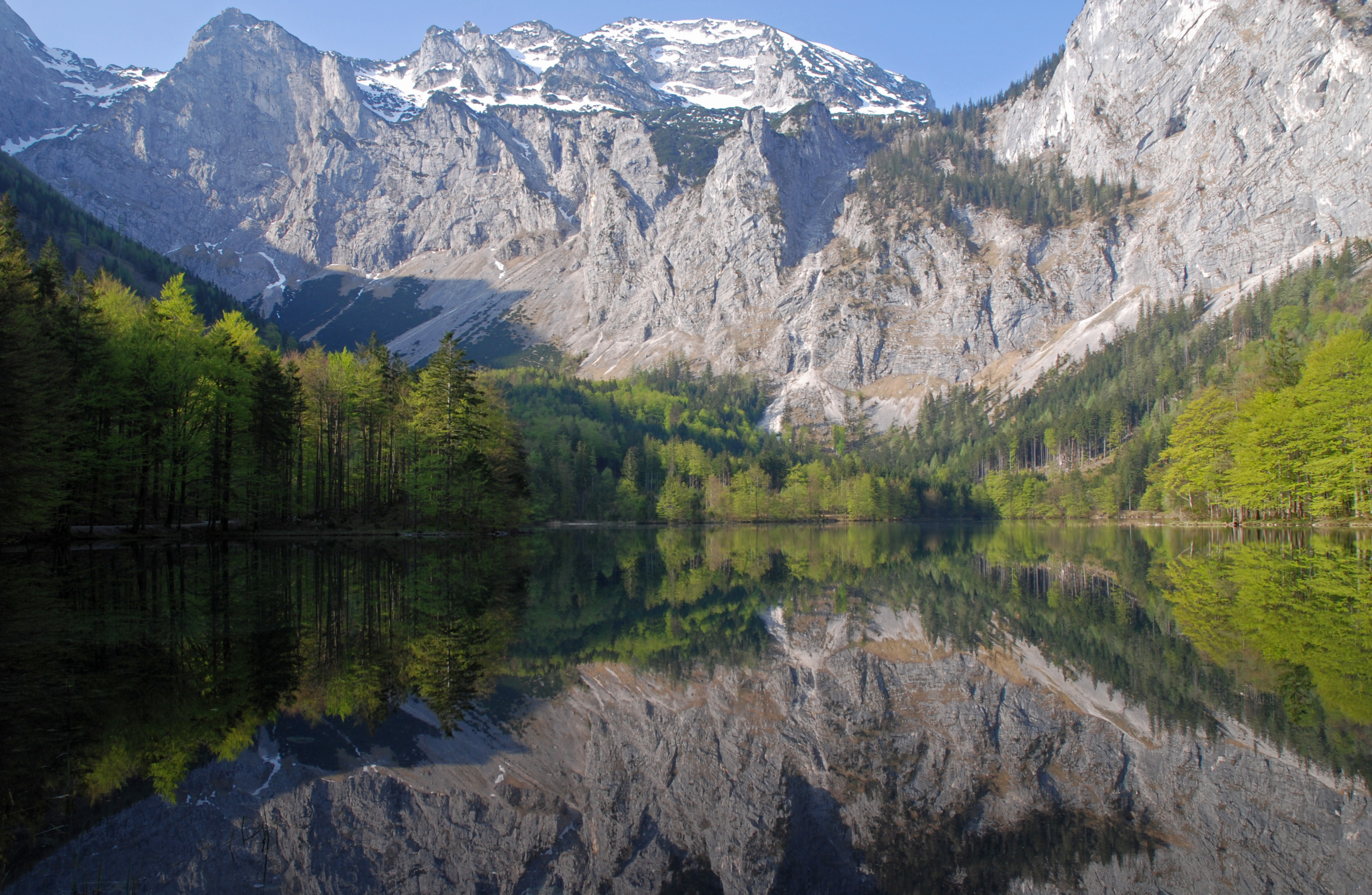
Die Ostwände des Hohen Spielbergs fallen steil zum Hinteren Langbathsee ab

Das Höllengebirge ist ein Plateaugebirge mit einer durchschnittlichen Höhe von 1600 m ü. A. Die Hochfläche ist von Gräben und Gruben zerfurcht und mit Dolinen übersät. Die Senke des Pfaffengrabens, der teilweise unter 1300 m ü. A. liegt, trennt die Hochfläche in das kleinere westliche und das größere östliche Höllengebirge. Das Höllengebirge hat den höchsten Punkt im Großen Höllkogel mit 1862 m ü. A. Die Nordabstürze sind sehr steil, felsig und haben teilweise bizarre Felstürme wie die Adlerspitze und die Steinernen Männer. Sie beginnen beim Attersee und erreichen bei der Madlschneid bereits eine Wandhöhe von 600 Metern.
Die Wände sind von flacheren Abschnitten unterbrochen, wie der Brennerriese, dem Bleggagraben und dem Langen Graben. Am östlichen und westlichen Ende werden die Felswände immer steiler und unzugänglicher. Die 600 Meter hohe Gamswand des Hohen Spielbergs bildet den Abschluss des Langbathtales. Die Südhänge sind weniger exponiert. In steilen Hängen und Plattenschüssen steigt das Gebirge zur Hochfläche an. Charakteristisch für den Mittelteil der Südhänge sind die Lawinenstriche Brunnlahngang, Klauslahngang und Hasellahngang. An den Südabhängen befindet sich auch das namensgebende Kar In der Höll.

### Gipfel
Durch markierte Wege erschlossene Gipfel des Höllengebirges (Auswahl):
| Gipfel          | Höhe |
| --------------- | ---- |
| Grünalmkogel    | 1821 |
| Brunnkogel      | 1708 |
| Hochleckenkogel | 1691 |
| Brennerin       | 1602 |
| Dachsteinblick  | 1559 |
| Schoberstein    | 1037 |

| Gipfel              | Höhe |
| ------------------- | ---- |
| Großer Höllkogel    | 1862 |
| Hochhirn            | 1821 |
| Vorderer Kesselgupf | 1822 |
| Eiblgupf            | 1813 |
| Helmeskogel         | 1633 |
| Feuerkogel          | 1592 |

### Gewässer

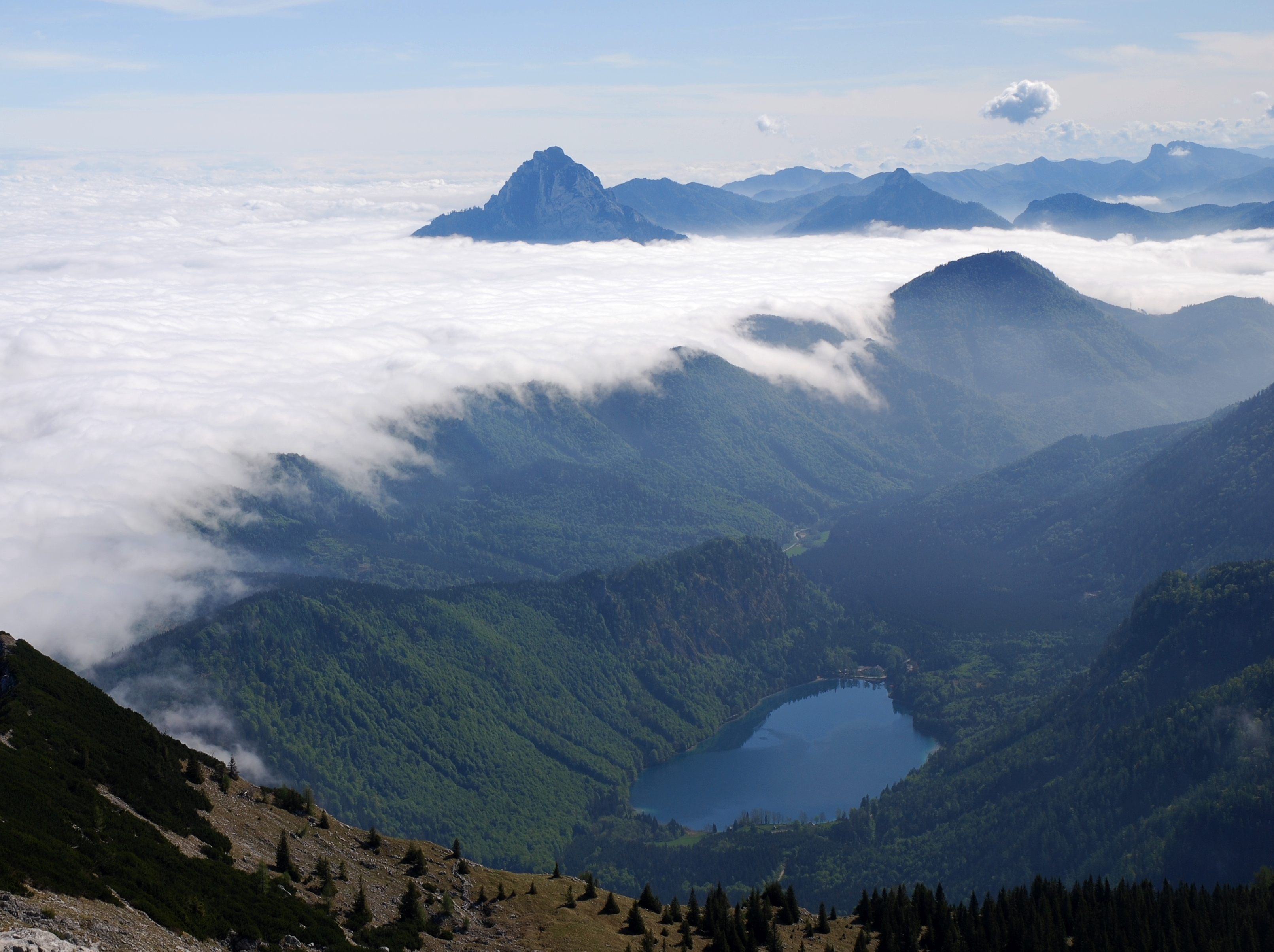
Blick vom Brunnkogel auf den Vorderen Langbathsee

Rings um das Höllengebirge gibt es eine Reihe von Bächen, die zum größten Teil am Gebirgsfuß entspringen. Die allgemeine Wasserscheide verläuft von der Taferlhöhe über den Hochleckenkogel zum Sulzberg und über die Hohe Rehstatt zum Jagdhaus Umkehrstube im Weißenbachtal. Im Kienbach und im Äußeren Weißenbach sammeln sich die Bäche, die zum Attersee fließen. Die wichtigsten Zubringer sind der Zwieselbach im Norden und der Gimbach im Süden.
Die Aurach entspringt am Ende des Langen Grabens und bildet kurz darauf den Taferlklaussee. Der Hintere und der Vordere Langbathsee sammeln das Wasser aus dem nordöstlichen Teil des Gebirges. Direkt zur Traun fließen nur einige kleinere Bäche aus der Gegend der Spitzalm. Der Mitterweißenbach führt die Wässer aus dem Süden des Gebirges zur Traun und hat mit dem Höllbach und dem Wambach seine größten Zuflüsse.

## Geologie

### Tektonik

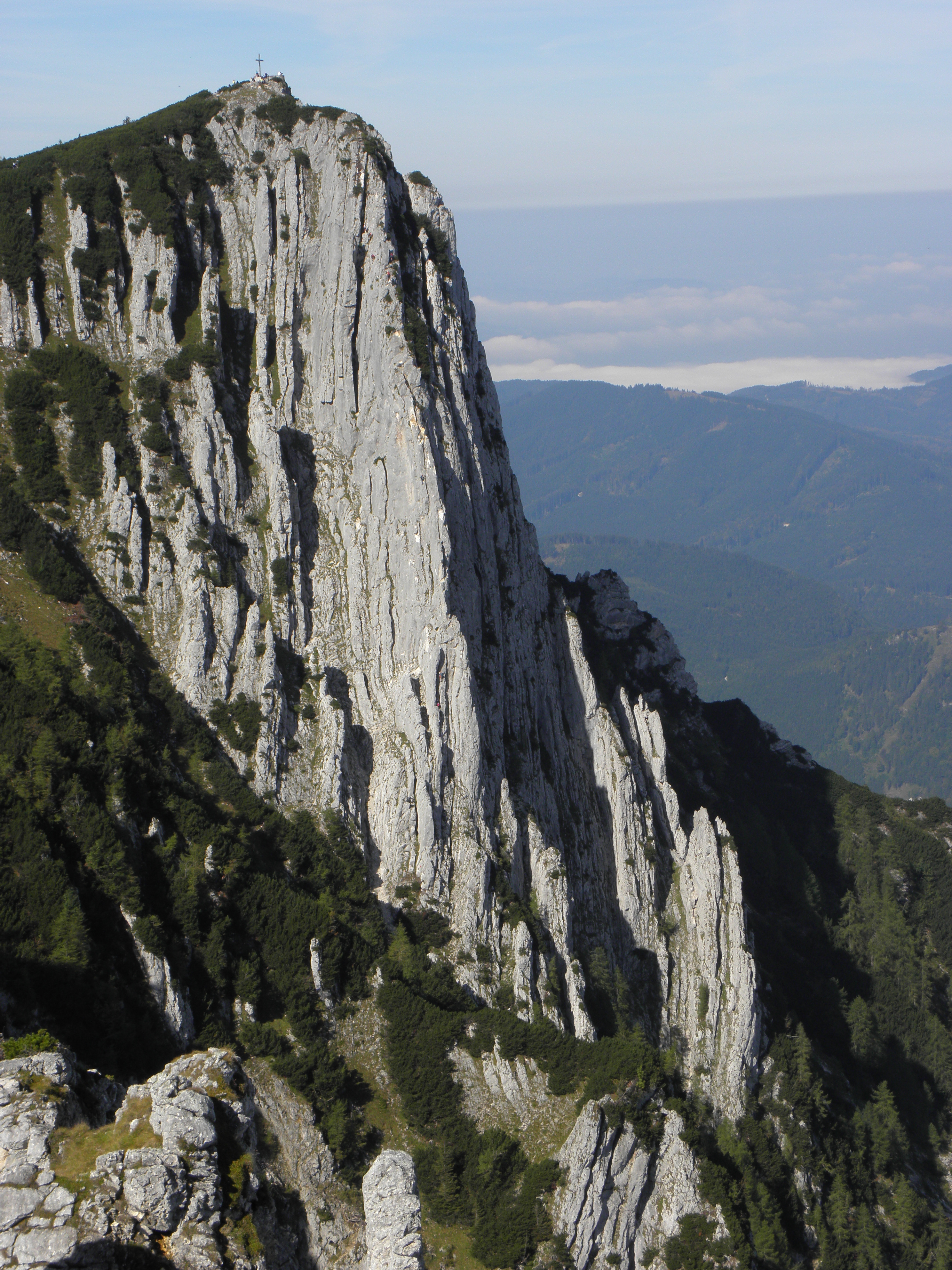
Senkrecht stehender Wettersteinkalk des Alberfeldkogels an der Stirn der Höllengebirgsdecke

Tektonisch ist das Höllengebirge eine mächtige, nach Norden gekippte (nordvergente) aufgewölbte Falte (Antiklinale) der Staufen-Höllengebirgs-Decke, die zur Tirolischen Deckeneinheit (Tirolikum) gehört, wobei im Süden der Hangendschenkel mit einem Winkel zwischen 25 und 35 Grad ansteigt und sich bis zum Höllengebirgs-Nordrand allmählich in eine saigere bis leicht überkippte Schichtstellung dreht. Unter der Höllengebirgsdecke liegt die Langbathzone (Bajuvarikum), die im Gebiet des Vorderen Langbathsees mit etwa vier Kilometer Nord-Süd-Erstreckung ihre größte Breite erreicht. In der mittleren Kreide vor etwa 80 Millionen Jahren fand die erste Auffaltung des Gebirges statt, das danach wieder vom Gosaumeer überflutet wurde. Im Tertiär wurde das Höllengebirge zusammen mit den Alpen ein weiteres Mal angehoben und nach Norden verschoben. Damit hatte die Deckenbildung ihren bisherigen Abschluss. Im Zuge der Aufschiebung der Höllengebirgsdecke wurde die darunter lagernde Langbathzone mitgeformt, sodass sie im Stirnbereich der Höllengebirgsdecke ebenfalls leicht nach Norden einfällt.

### Lithostratigraphie
In ihrem zentralen Teil besteht die Höllengebirgsdecke fast ausschließlich aus Wettersteinkalk, der vom Anisium bis zum frühen Karnium der Trias vor etwa 247 bis 235 Millionen Jahren aufgebaut wurde. Im Süden, östlich bis zum Wambachtal, bildet Wettersteindolomit den Fuß des Gebirges. Dieser bildete sich während derselben Epoche, weist jedoch einen höheren Magnesiumanteil auf. Die Mächtigkeit des Wettersteinkalks beträgt im Westen 1000 bis 1200 und im Osten knapp 1000 Meter. Im Südosten bildet der stratigraphisch höhere, also jüngere Hauptdolomit den Rahmen des Gebirges. Dazwischen befinden sich wenige Zehnermeter mächtige Schichten der Lunz-Formation, die den Trennungshorizont zwischen dem Wettersteindolomit und dem Hauptdolomit bildet. Die Lunz-Formation wird von der Opponitz-Formation begleitet.
Die Langbathzone wird von einem schmalen Band aus Lunzer-Schichten von der Höllengebirgsdecke getrennt. Sie besteht überwiegend aus Hauptdolomit und darüberliegendem Plattenkalk (Norium), über dem in Ost-West gerichteten Mulden Sedimente der Kössen-Formation (Rhaetium) und der Schrambach-Formation (Unterkreide) folgen. Diese bestehen vorwiegend aus Mergel, Radiolarit, Sandstein, Konglomerat und Brekzie.

### Ehemalige Vergletscherung

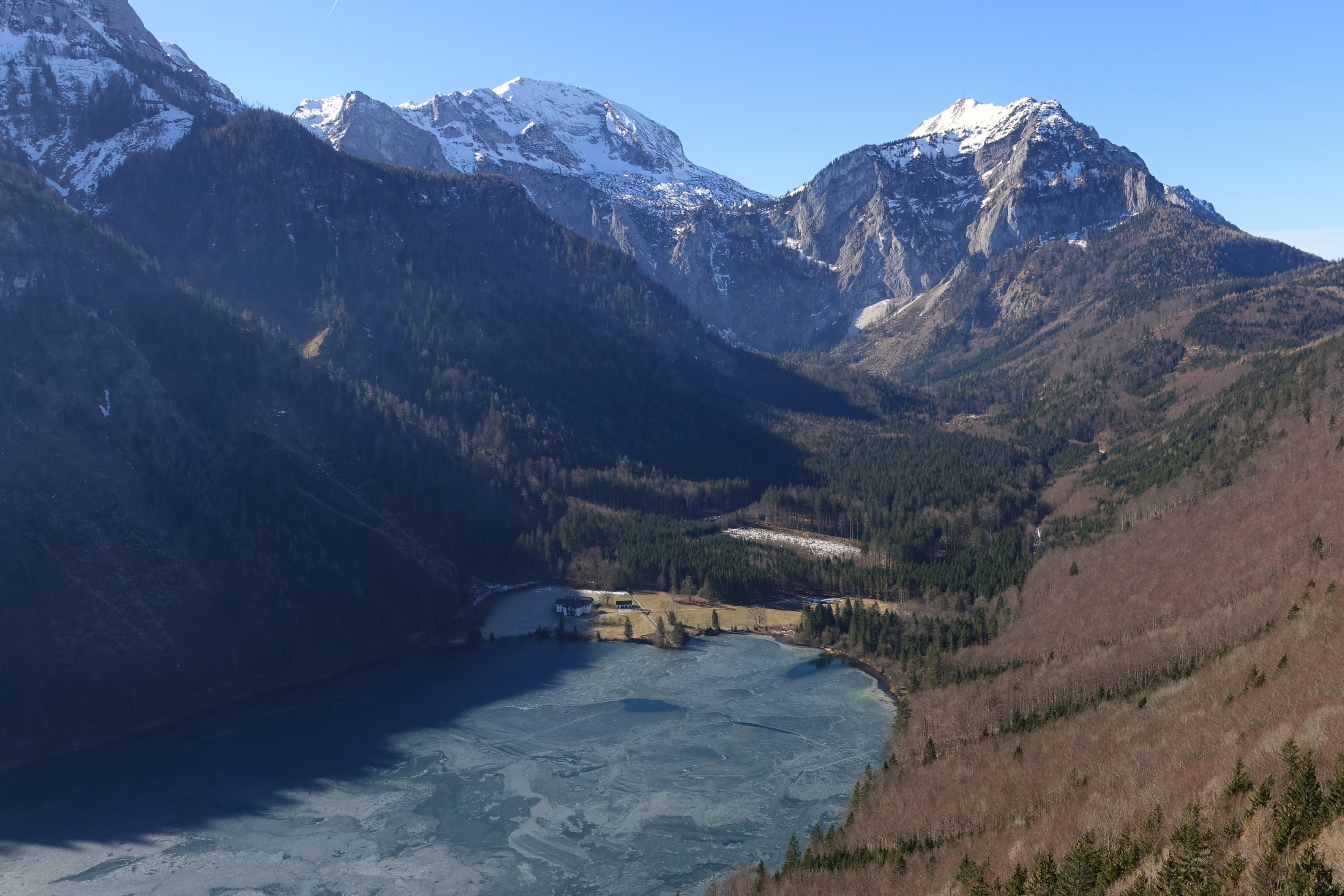
Blick auf den Ostabfall zwischen Grünalmkogel (links) und Brunnkogel (rechts) sowie auf den ehemaligen Gletscherabfluss durch das Langbathtal

Das Höllengebirge war während der Eiszeiten immer vergletschert, wobei am Plateau der Gletscher wenig floss und die Altlandschaft erhalten blieb. An den Flanken jedoch schürfte das Eis Kare und Lahngänge aus. Durch die markanten Endmoränen sind die Gletscherverläufe des Würm besonders gut erkennbar. Der mächtigste Gletscher entwickelte sich im Einzugsgebiet des Langbathbaches aus den Karen zwischen dem Brunn- und dem Alberfeldkogel. Er füllte das Tal bis auf eine Höhe von mehr als 800 m ü. A., konnte jedoch den Sattel des Lueg zum Aurachtal nicht überschreiten. Eine weitere Gletscherzunge entwickelte sich aus dem Kar um das Antoniusbründl. Die Endmoräne befindet sich beim Wirtshaus Kienklause. Im Aurachkar bildete sich ebenfalls ein Gletscher, der das Becken um den Taferlklaussee füllte. Endmoränen gibt es beim Wirtshaus Großalm; sie bilden auch den Sattel Krahbergtaferl. Die südlich abfließenden Gletscher vereinigten sich mit dem Traungletscher, und zwar mit dessen Seitenast, der durch das Weißenbachtal nach Westen floss.

### Hydrogeologie

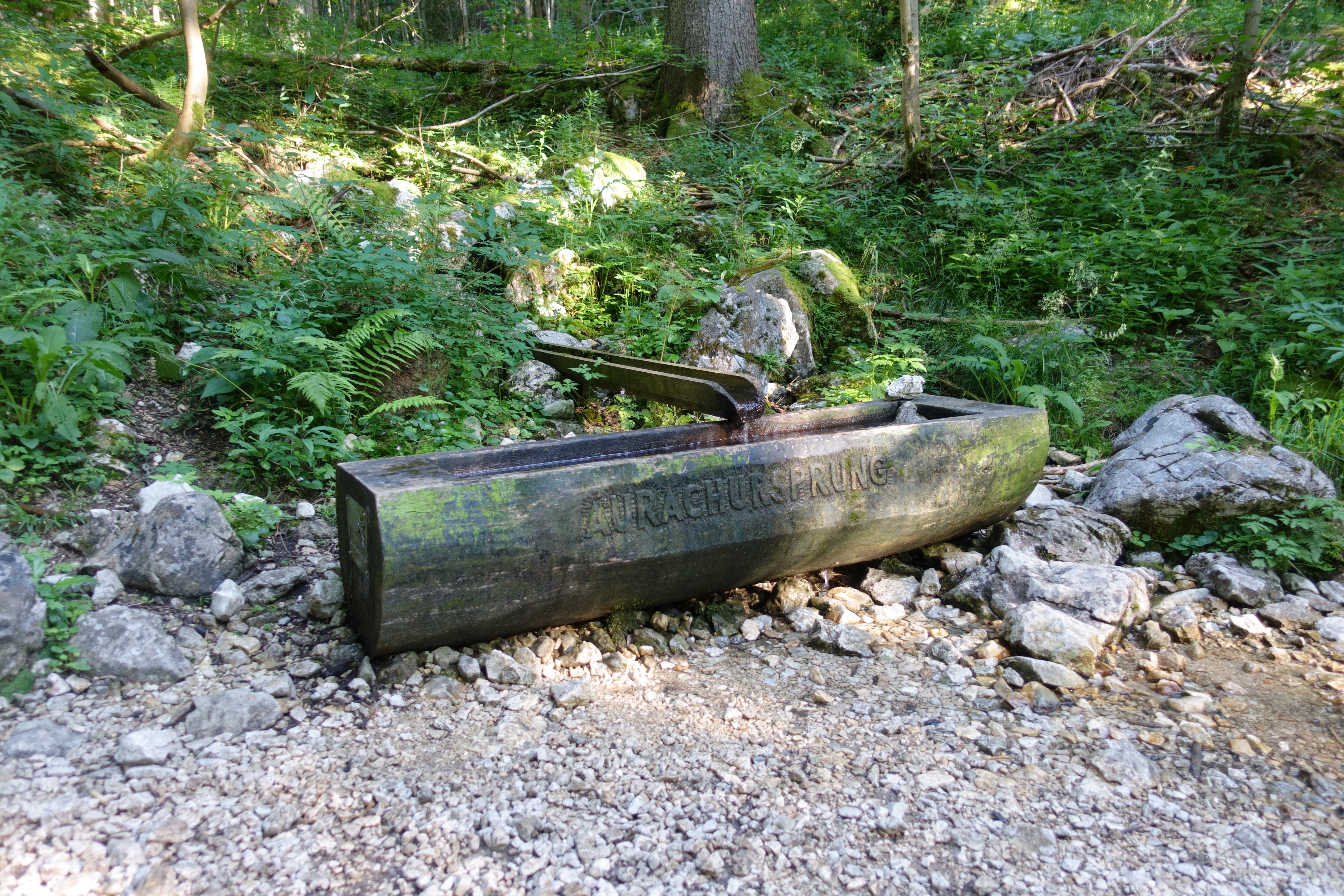
Der Aurachursprung im Aurachkar an der Nordseite

Der tiefgründig verkarstete Wettersteinkalk des Höllengebirges entwässert unterirdisch. So befinden sich am Plateau keine Seen oder Bäche und nur sehr wenige Quellen wie das Antoniusbründl. Die meisten und sehr ergiebigen Karstquellen gibt es am Südfuß, nur wenige am Nordfuß. Dies ist auf das Einfallen der Höllengebirgsdecke und der Langbathzone zurückzuführen, da die Deckengrenze von wasserstauenden Sedimenten begleitet wird und ein leichtes Gefälle in Richtung Süden existiert. Nachgewiesen wurde der Abfluss nach Süden erstmals 1983 bei einem Markierungsversuch der Hydrologischen Untersuchungsstelle Salzburg, als westlich des Hochleckenkogels an der Nordgrenze ein Tracer eingespeist wurde und ausschließlich im Gimbach-Ursprung an der Südseite ein Farbdurchgang zu verzeichnen war.
| Quelle              | Lage | Seehöhe [m ü. A.] | Minimale beobachtete Schüttung [l/s] | Mittlere beobachtete Schüttung [l/s] | Maximale beobachtete Schüttung [l/s] |
| ------------------- | ---- | ----------------- | ------------------------------------ | ------------------------------------ | ------------------------------------ |
| Schwarzenbachquelle | Süd  | 520               | 70                                   | 538                                  | 2500                                 |
| Gimbach-Ursprung    | Süd  | 650               | 50                                   | 342                                  | 3500                                 |
| Höllbach-Ursprung   | Süd  | 600               | 50                                   | 326                                  | 2500                                 |
| Miesenbachquelle    | Ost  | 455               | 24                                   | 916                                  | 9581                                 |

### Karst

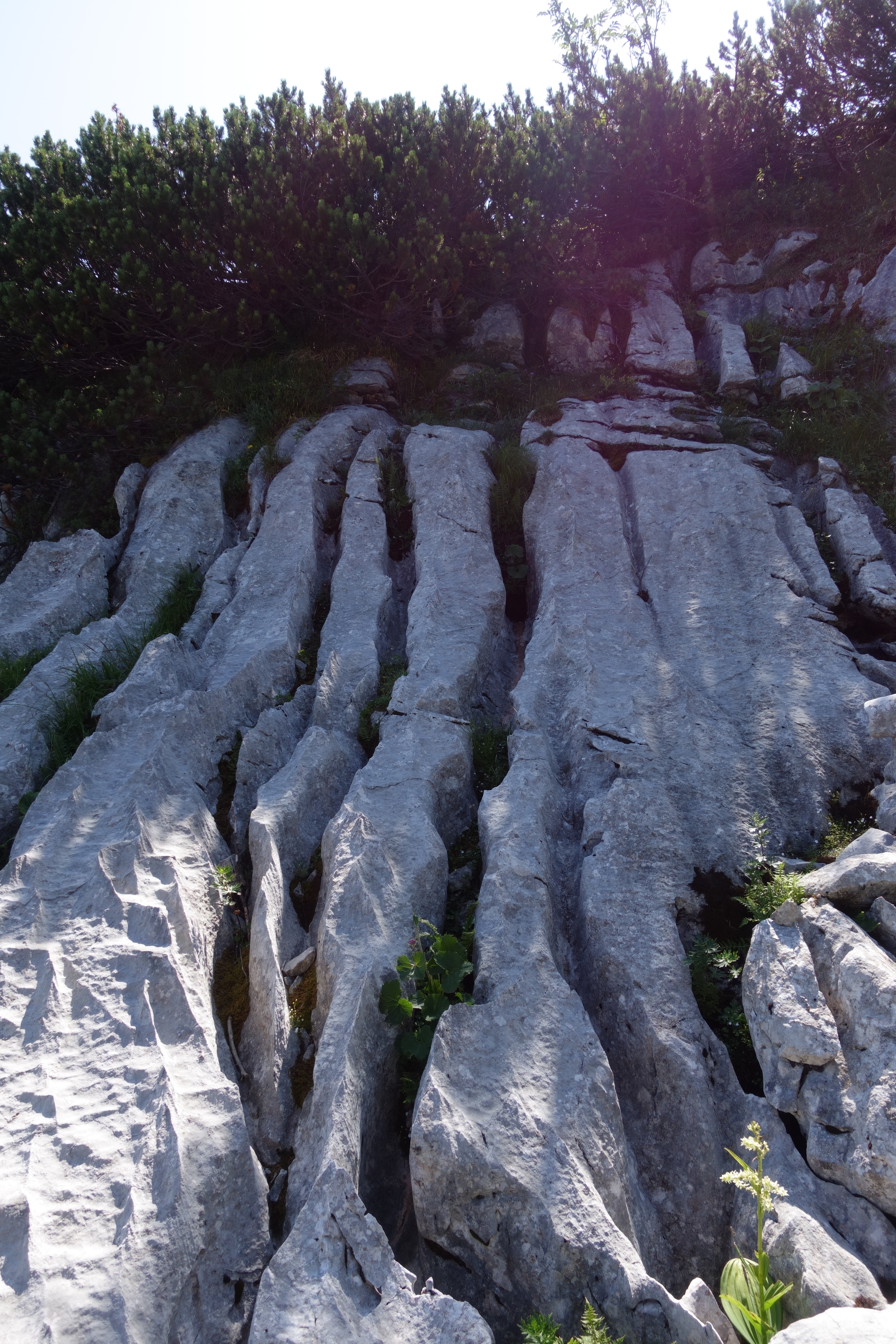
Rinnenkarren im Hinteren Aurachkar

Große Teile des Höllengebirges sind verkarstet. Art und Intensität der Verkarstung hängen hierbei stark von der Höhenlage und der Gesteinsart ab. Im Gebirge dominiert ein von Vegetation bedeckter Karst (Grüner Karst), während nackter Karst (Grauer Karst) auf wenige, durch eiszeitliche Gletscher freigelegte, Schichtflächen beschränkt ist. Des Weiteren neigt der Wettersteinkalk stärker zur Verkarstung als der Wettersteindolomit. Von den typischen oberflächlichen Großformen sind Dolinen sehr häufig. Sie orientieren sich oft an geologischen Störungen und bilden sogenannte Dolinengassen, wie etwa in der Haselwaldgasse. Die Dolinen haben großteils einen Durchmesser zwischen 5 und 10 Meter. Bei uvala-artigen Hohlformen im alpinen Bereich ist oft eine durch glaziale Erosion entstandene Übertiefung nachweisbar. Es handelt sich dann nicht um reine Karstformen, sondern um eine polygenetische Form. Von den Kleinformen dominieren Karren, insbesondere Kluftkarren. Die häufigsten freiliegend gebildeten Formen auf steileren Flächen sind Rillen- und Rinnenkarren. Durch das Fehlen einer großflächigen Schichttreppenlandschaft sind ausgeprägte Karrenfelder selten. Auch unterhalb der Waldgrenze befinden sich Karrenstrukturen, wie etwa Rundkarren entlang der alpinen Steige.

### Höhlen

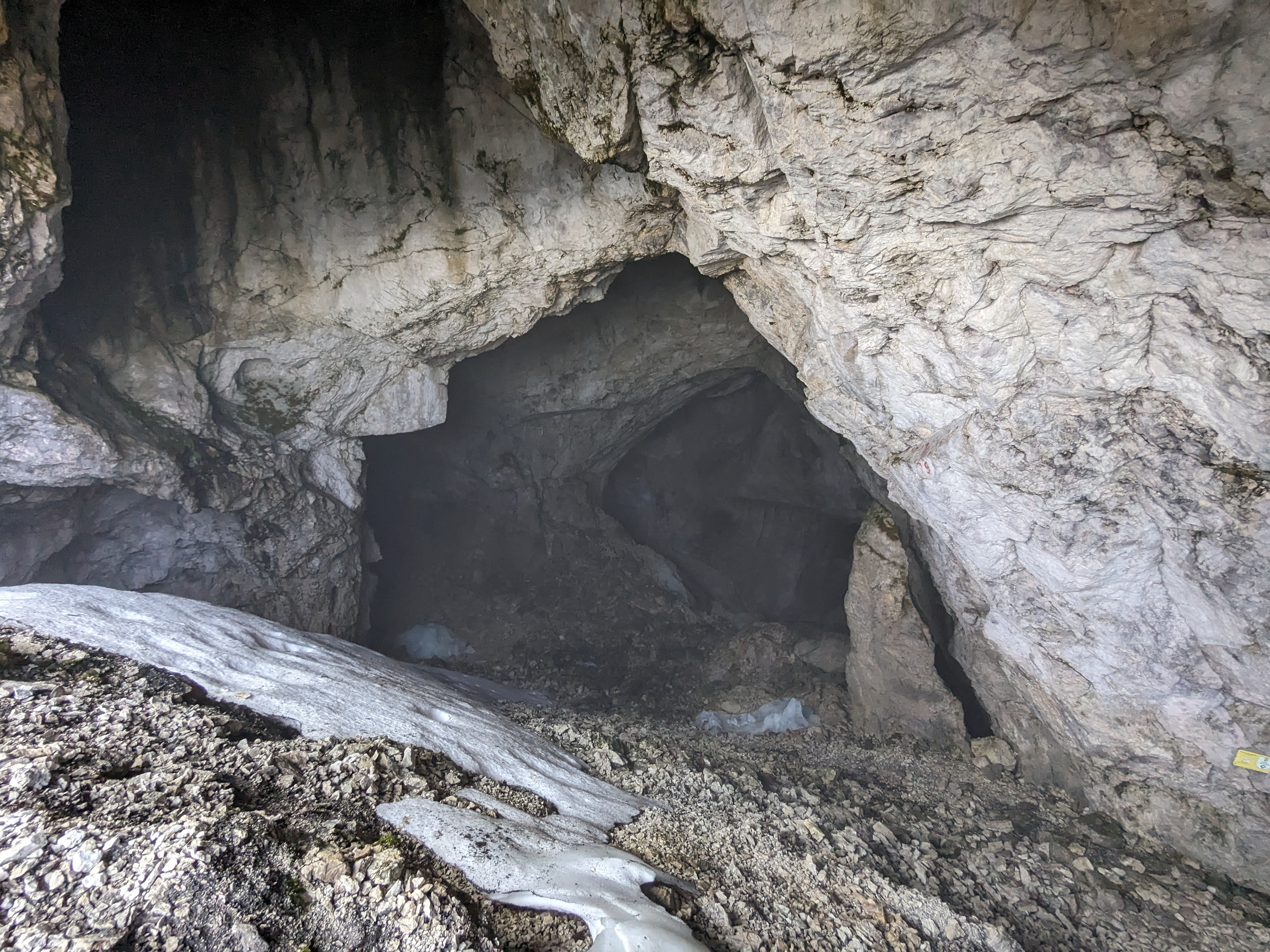
Eingangsbereich der Hochlecken-Großhöhle

Der zumeist steilstehende und gut verkarstungsfähige Wettersteinkalk bietet im Zusammenwirken mit dem übrigen Trennflächengefüge besonders günstige Voraussetzungen für die Höhlenbildung. Mit Stand 2019 sind in der Katastergruppe 1567 (Höllengebirge) des Österreichischen Höhlenverzeichnisses 260 Höhlen verzeichnet. Die meisten Höhleneingänge liegen im Plateaubereich des Höllengebirges um 1500 m ü. A. Mit vermessenen 5805 m ist die Hochlecken-Großhöhle (Kat.Nr. 1567/29) die längste Höhle des Höllengebirges.
| Name                 | Kat.-Nr. | Vermessungslänge [m] | Vertikalerstreckung [m] |
| -------------------- | -------- | -------------------- | ----------------------- |
| Hochlecken-Großhöhle | 1567/29  | 5805                 | 884                     |
| Rupertischacht       | 1567/76  | 1045                 | 114                     |
| Spielberghöhle       | 1567/63  | 855                  | 73                      |
| Totengrabenhöhle     | 1567/41  | 849                  | 249                     |
| Gmundnerhöhle        | 1567/49  | 540                  | 92                      |

## Böden

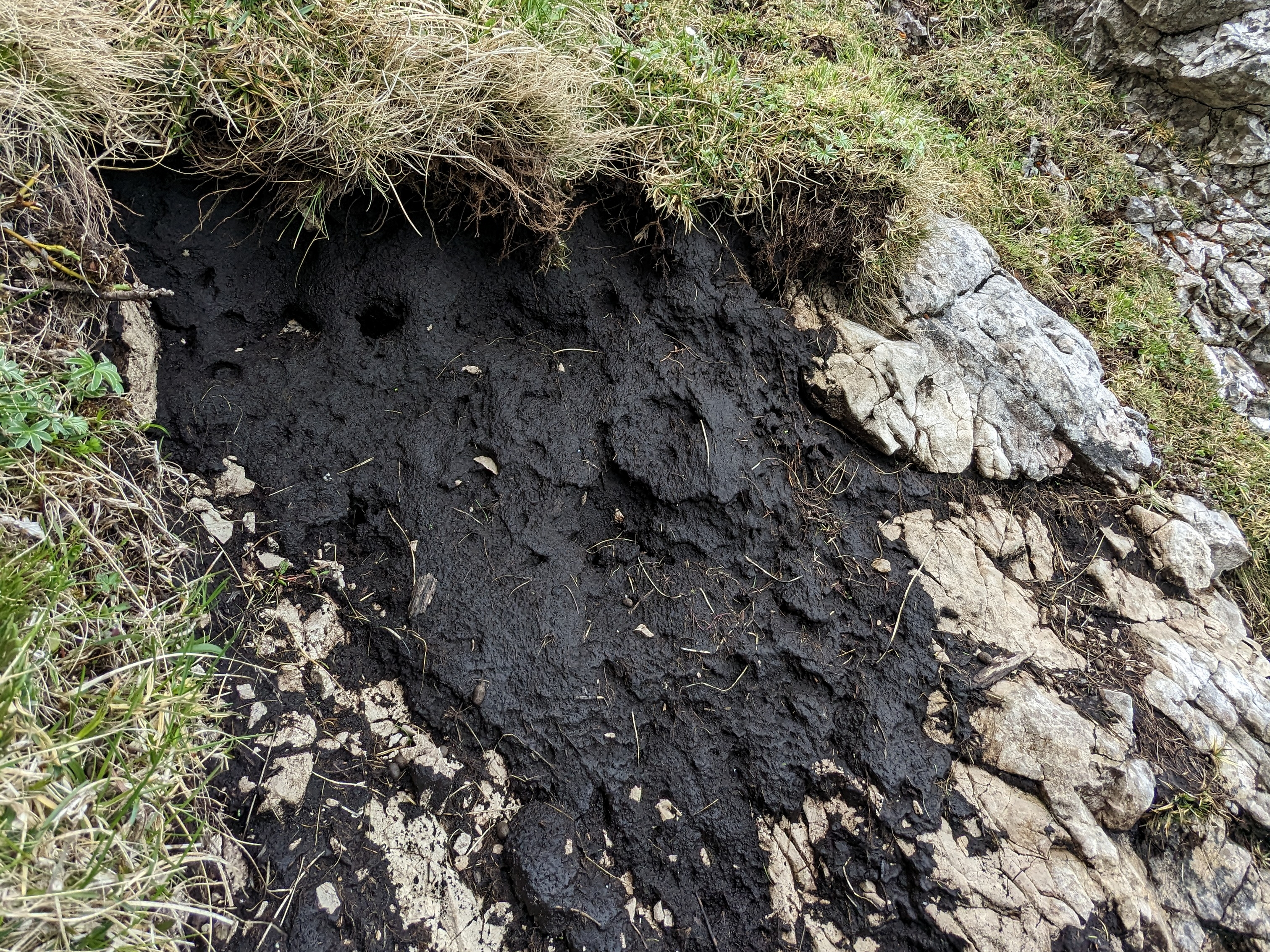
Pechrendzina am Kugelzipf NW-Grat, Höllengebirge

Ausgehend vom dominierenden Wettersteinkalk und -dolomit konnten sich in den Hochlagen meist nur Rendzinaböden entwickeln. Die größten Flächen nehmen mullartige Rendzinen ein. Diese mineral- und humusreichen Böden kommen vor allem in Hanglagen der montanen Stufe unter krautarmen Misch- und Nadelwäldern auf fast allen Kalk- und Dolomitgesteinen vor. In Unterhangbereichen kommt es unter klimatisch günstigen Bedingungen zu stärkerer Mullbildung und es entwickeln sich Mullrendsinen bzw. Braune Rendzinen. Ältere Paläoböden wie Kalksteinbraunlehm finden sich im Höllengebirge nur in geschützten Geländemulden, so vor dem Alberfeldkogel und dem Hochleckenhaus sowie zwischen dem Jagerköpfel und dem Hochleckenkogel. Es handelt sich bei diesen Böden nicht nur um unlösliche Lösungsrückstände nach der Kalkstein-Verwitterung, sondern um mehrmals umgelagerte Bodenbildungen unterschiedlichen Alters. Ebenso dürfte der Eintrag von Flugstaub eine Rolle spielen.

## Klima

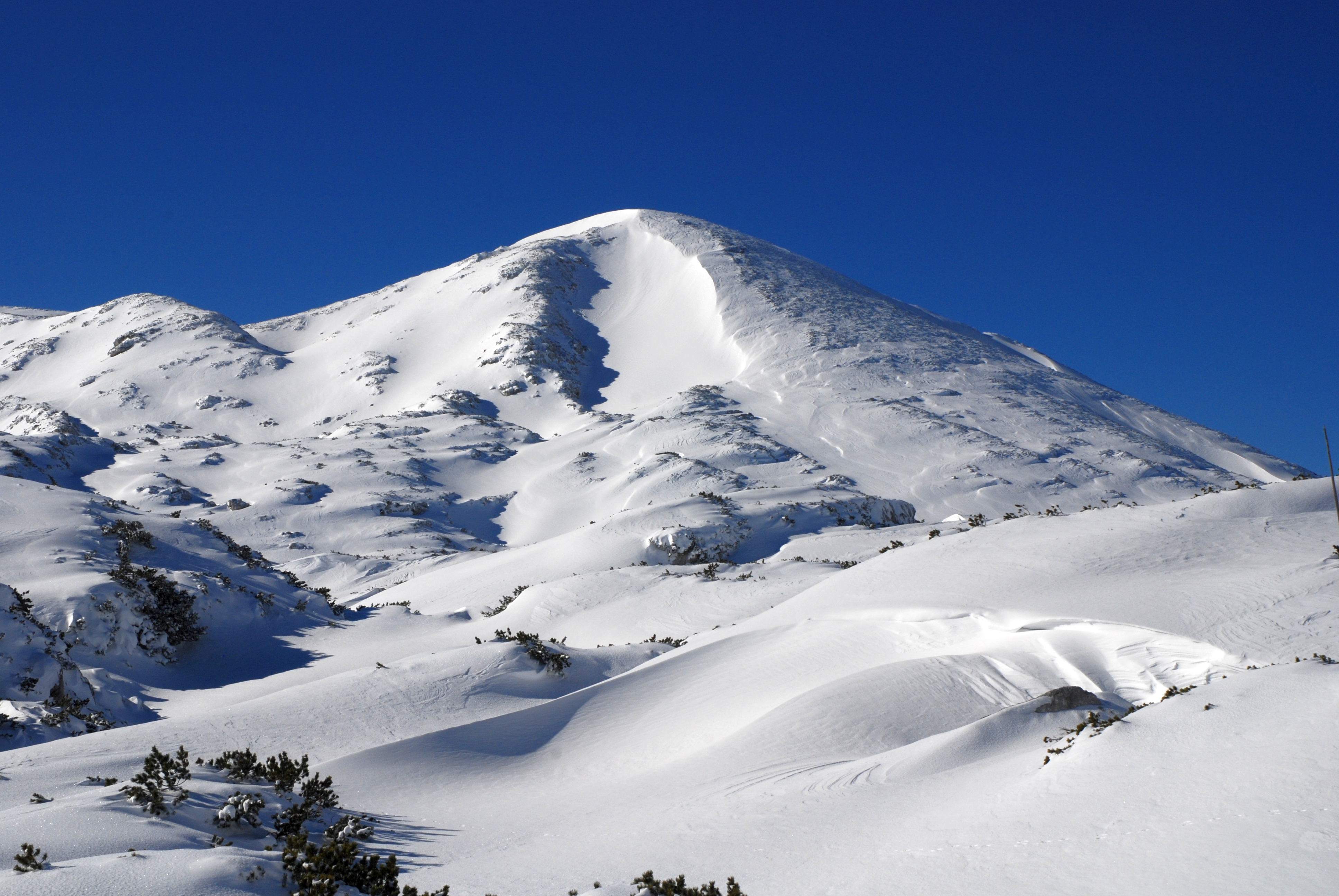
Großer Höllkogel, Februar 2007

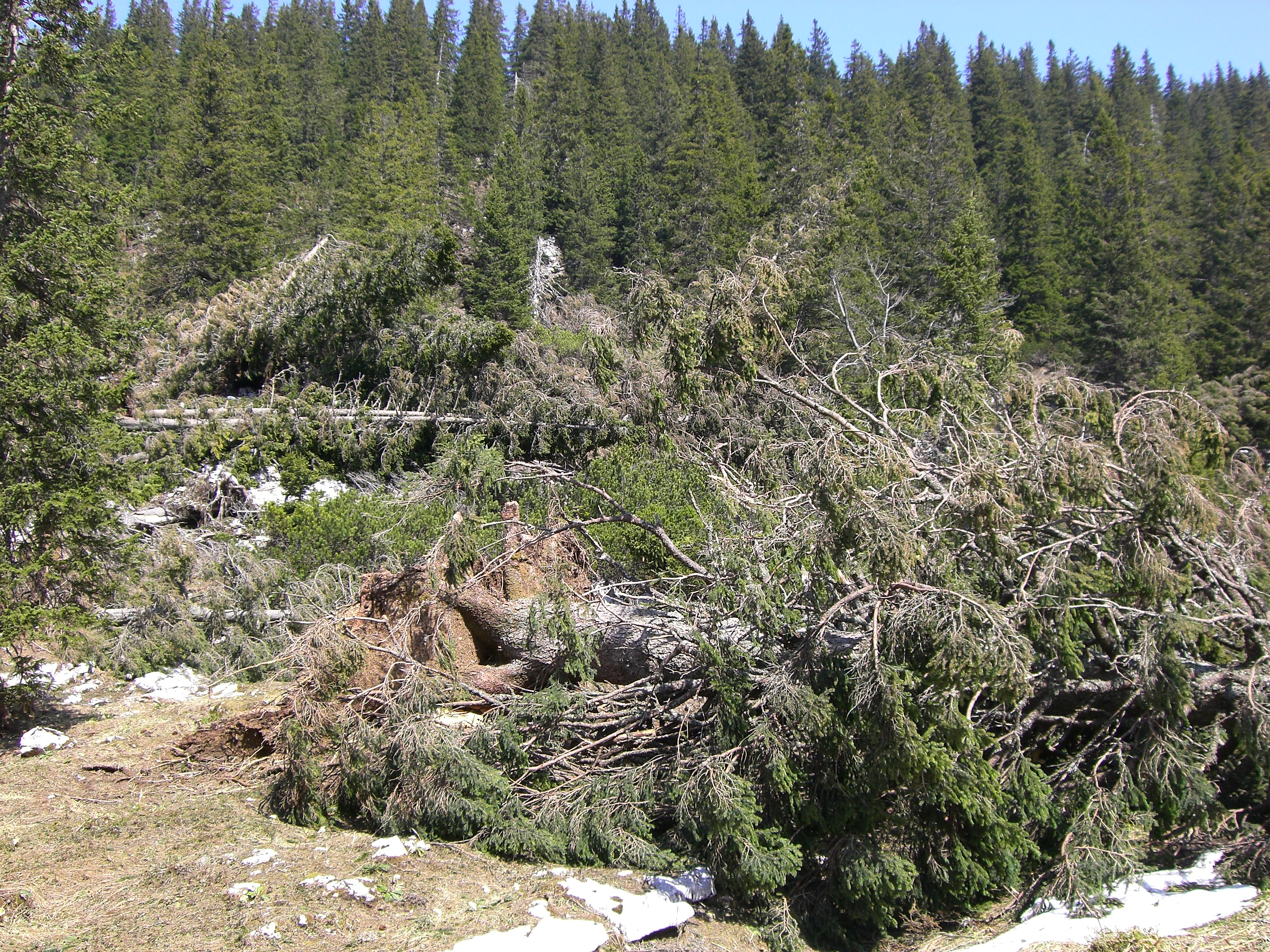
Sturmholz im Bleggagraben nach Orkan Kyrill im Januar 2007

Die Wetterwarte der Zentralanstalt für Meteorologie und Geodynamik am Feuerkogel stellt exakte Daten für das Höllengebirge zur Verfügung. Die Klimadaten zeigen eine für die Gebirge der nördliche Kalkalpen typische Temperatur- und Niederschlagsverteilung: kühle und niederschlagsreiche Sommer, mit einem Maximum von 238 mm im Juli, und niederschlagsarme Winter, mit einem Temperaturminimum von −3,5 °C im Februar. Bedingt durch den Nordstau zeigt sich von November bis Jänner jedoch ein Nebenmaximum. Der mittlere Jahresniederschlag beträgt 1829 mm bei einer Jahresdurchschnittstemperatur von 3,6 °C.
An 170 Tagen im Jahr besteht eine geschlossene Schneedecke von mehr als 20 cm. Die maximale Höhe der Schneedecke beträgt 270 cm. Aufgrund der kühlen Sommer, der kalten langen Winter und der hohen Niederschläge kann das Klima laut Ruttner als kaltgemäßigt bezeichnet werden und ist damit als Gebirgsklima mit der borealen Zone vergleichbar. Nach Heinrich Walter entspricht dies dem Zonobiom VIII.
Wegen der exponierten Lage der Wetterwarte werden sehr oft hohe Windgeschwindigkeiten gemessen. Der Orkan Kyrill erreichte dort einen gemessenen Spitzenwert von 207 km/h. Nach einem Interview mit dem dort tätigen Wart fiel jedoch bei 220 km/h der Windmesser aus und der Sturm legte danach an Stärke noch zu. Die vorherrschende Windrichtung ist überwiegend West bis Nordwest. Mit rund 14 % besteht ein Nebenmaximum des Südwindes. An 42 Tagen im Jahr wird die Windstärke 8 überschritten.
|                        | Jan   | Feb   | Mär   | Apr   | Mai   | Jun   | Jul   | Aug   | Sep   | Okt   | Nov   | Dez   |   |         |
| Mittl. Temperatur (°C) | −2,8  | −3,5  | −1,6  | 1,0   | 6,2   | 8,9   | 11,2  | 11,5  | 8,3   | 5,3   | 0,0   | −1,9  | ⌀ | 3,6     |
| Mittl. Tagesmax. (°C)  | 0,3   | −0,4  | 1,4   | 4,1   | 9,6   | 12,3  | 14,6  | 14,9  | 11,8  | 8,8   | 3,2   | 1,2   | ⌀ | 6,9     |
| Mittl. Tagesmin. (°C)  | −5,4  | −5,9  | −4,0  | −1,5  | 3,4   | 5,9   | 8,3   | 8,8   | 5,8   | 2,6   | −2,5  | −4,5  | ⌀ | 1       |
|                        |       |       |       |       |       |       |       |       |       |       |       |       |   |         |
| Niederschlag (mm)      | 112,0 | 101,3 | 140,5 | 127,4 | 144,5 | 211,7 | 237,9 | 195,1 | 155,8 | 117,0 | 137,3 | 148,4 | Σ | 1.828,9 |
|                        |       |       |       |       |       |       |       |       |       |       |       |       |   |         |
| Sonnenstunden (h/d)    | 3,4   | 3,9   | 4,1   | 4,7   | 6,0   | 5,5   | 6,3   | 6,1   | 5,1   | 4,5   | 3,1   | 2,9   | ⌀ | 4,6     |
|                        |       |       |       |       |       |       |       |       |       |       |       |       |   |         |
| Regentage (d)          | 13,2  | 12,7  | 14,9  | 14,4  | 13,4  | 17,5  | 16,8  | 14,3  | 12,7  | 11,5  | 13,1  | 15,4  | Σ | 169,9   |
|                        |       |       |       |       |       |       |       |       |       |       |       |       |   |         |
| Luftfeuchtigkeit (%)   | 68,9  | 72,2  | 75,8  | 77,0  | 76,1  | 80,5  | 78,6  | 78,0  | 69,3  | 71,7  | 69,5  | 74,7  | ⌀ | 74,4    |

| −5,4 |

| −5,9 |

| −4,0 |

| −1,5 |

| 3,4 |

| 5,9 |

| 8,3 |

| 8,8 |

| 5,8 |

| 2,6 |

| −2,5 |

| −4,5 |

| −5,4 |

| −5,9 |

| −4,0 |

| −1,5 |

| 3,4 |

| 5,9 |

| 8,3 |

| 8,8 |

| 5,8 |

| 2,6 |

| −2,5 |

| −4,5 |

| N i e d e r s c h l a g | 112,0 | 101,3 | 140,5 | 127,4 | 144,5 | 211,7 | 237,9 | 195,1 | 155,8 | 117,0 | 137,3 | 148,4 |
|                         | Jan   | Feb   | Mär   | Apr   | Mai   | Jun   | Jul   | Aug   | Sep   | Okt   | Nov   | Dez   |

## Flora und Vegetation

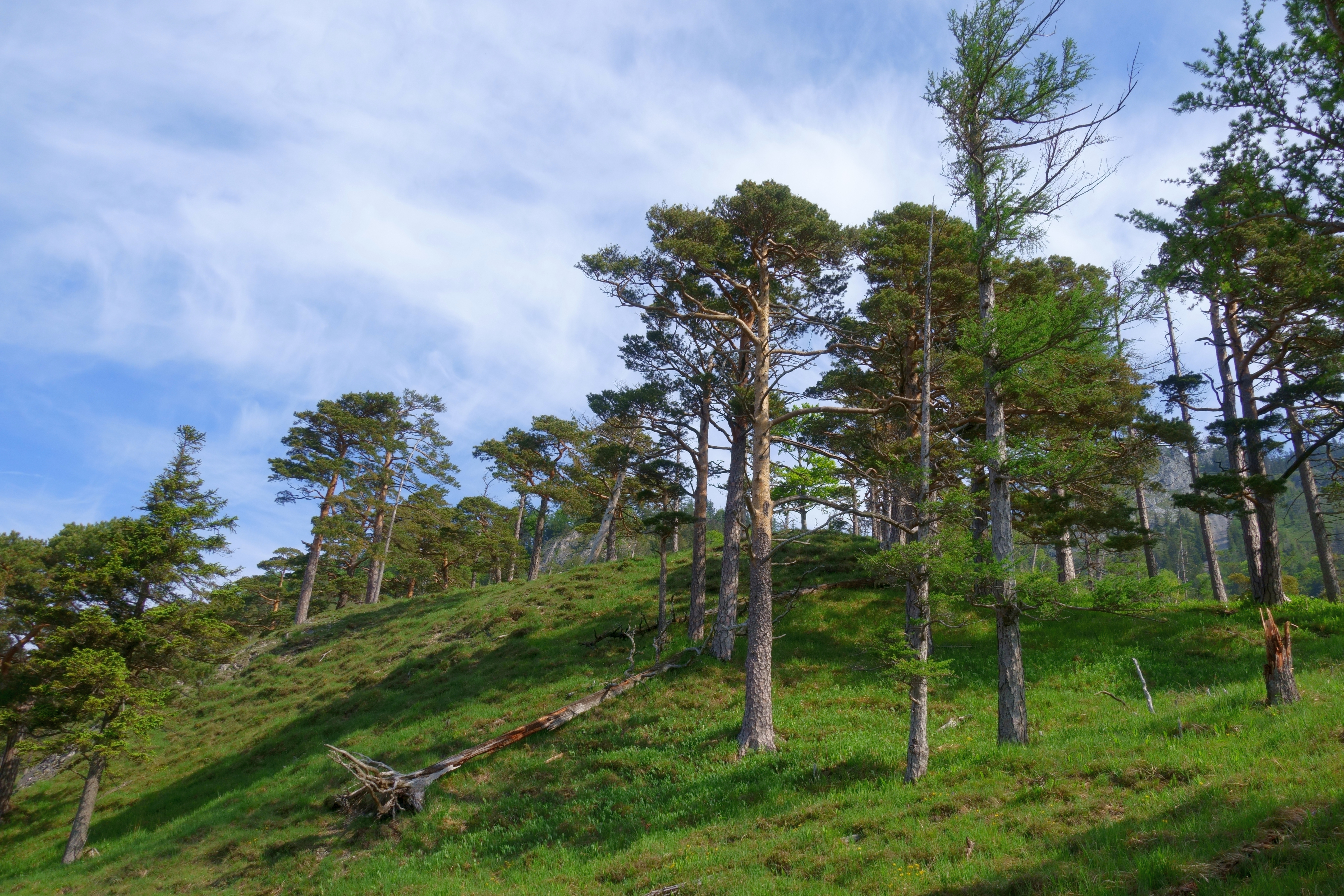
Waldkiefern (Pinus sylvestris) auf wenig tiefgründigem Wettersteindolomit (Schoberstein-Südflanke)

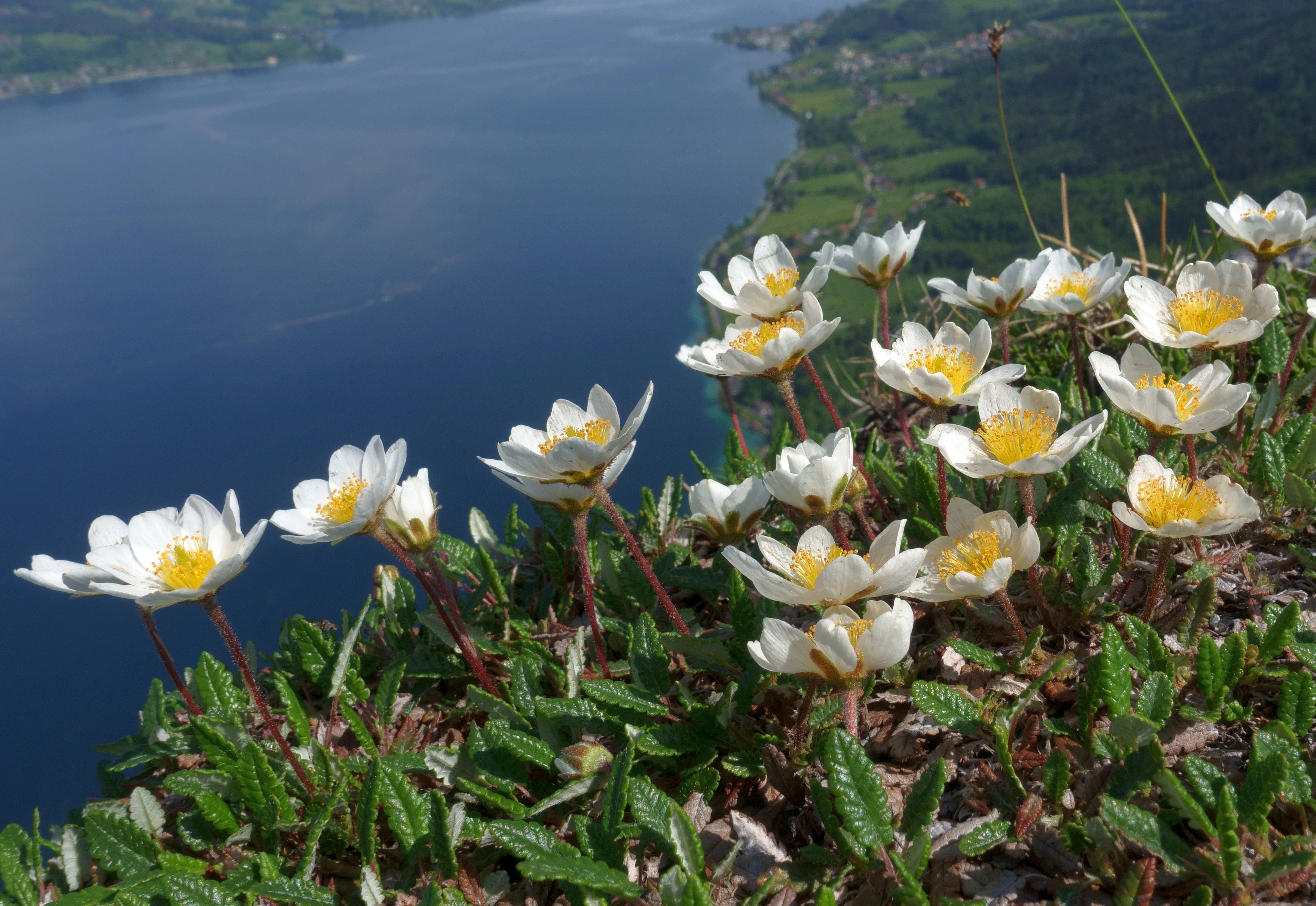
Die Silberwurz (Dryas octopetala) gedeiht von der montanen Stufe bis in den Gipfelbereich des Großen Höllkogels (Kleiner Schoberstein)

Bei den Waldgesellschaften dominieren an den Flanken des Höllengebirges Fichten- und Rotbuchenwälder. Die Fichte (Picea abies) bildet mit über 50 % den Hauptteil des Baumbestandes. Ihre breite ökologische Potenz hinsichtlich der Boden- und Wasserhaushaltsansprüche ermöglicht ihr ein Vorkommen in allen Waldgesellschaften. Sie wächst südseitig auf steilen, trockenen Plattenschüssen ebenso wie an ihrem extremsten Standort im Hochmoor des Taferlklaussees. Ihre Klimax erreicht die Fichte nordseitig im subalpinen Hochstauden-Fichtenwald und bildet teilweise die Waldgrenze auf 1500 m ü. A. Die Buche (Fagus sylvatica) ist mit 30–40 % im Gebiet vertreten. Sie wächst auf der Südseite des Höllengebirges bis auf Höhen um 1400 m ü. A. Nordseitig ist die Grenze bei 1000 m ü. A. Je nach Standort gibt es auch Weiß-Tannen (Abies alba), Waldkiefern (Pinus sylvestris), Europäische Lärchen (Larix decidua), Gemeine Eschen (Fraxinus excelsior) und Berg-Ahorne (Acer pseudoplatanus). Die Gesellschaft der Bergkiefer (Pinus mugo) dominiert das ganze Höllengebirgsplateau. An den Nordhängen zieht sie in den Schutthalden oft bis auf 800 m ü. A. tief herunter, wie zum Beispiel im Langen Graben. Andererseits steigt sie bis in die Gipfelregion des Großen Höllkogels und lässt nur extreme Fels- und Windzonen frei. Zwischen Feldern der Bergkiefer befinden sich einzelne Fragmente von Rasengesellschaften (dort vor allem der Rostseggenrasen). Schneetälchen treten inselförmig in schattigen Dolinen auf, wie in der Höllkogelgrube, die nur in extrem trockenen Jahren ausapern.
Insgesamt wurden im Gebiet 576 Gefäßpflanzenarten (Tracheophyta) nachgewiesen, unter anderem viele Pflanzenarten, die in den nördlichen Kalkalpen häufig sind. Als Auswahl seien erwähnt:
- Clusius-Primel (Primula cusiana)
- Petergstamm (Primula balbisii)
- Clusius-Enzian (Gentiana clusii)
- Bewimperte Alpenrose (Rhododendron hirsutum)
- Türkenbund (Lilium martagon)
- Trollblume (Trollius europaeus)

Für den Österreichischen Bergfenchel (Seseli austriacum) und den Ostalpen-Meier (Asperula neilreichii) ist das Höllengebirge der westlichste Fundort.
Von den vorkommenden Pilzen sind viele mit der Berg-Kiefer oder mit der Fichte vergesellschaftet. Dies sind etwa
- Körnchen-Röhrling (Suillus granulatus)[23]
- Goldzahn-Schneckling (Hygrophorus chrysodon)[24]
- Orangefarbiger Lärchen-Schneckling (Hygrophorus lucorum var. speciosus)[25]
- Almen-Weichritterling (Melanoleuca subalpina)[26]
- Gelbbrauner Rötling (Entoloma formosum)[27]
- Schmalblättriger Risspilz (Inocybe leptophylla, Syn. Inocybe casimiri)[28]
- Anis-Klumpfuß (Cortinarius odorifer)[29]

## Fauna

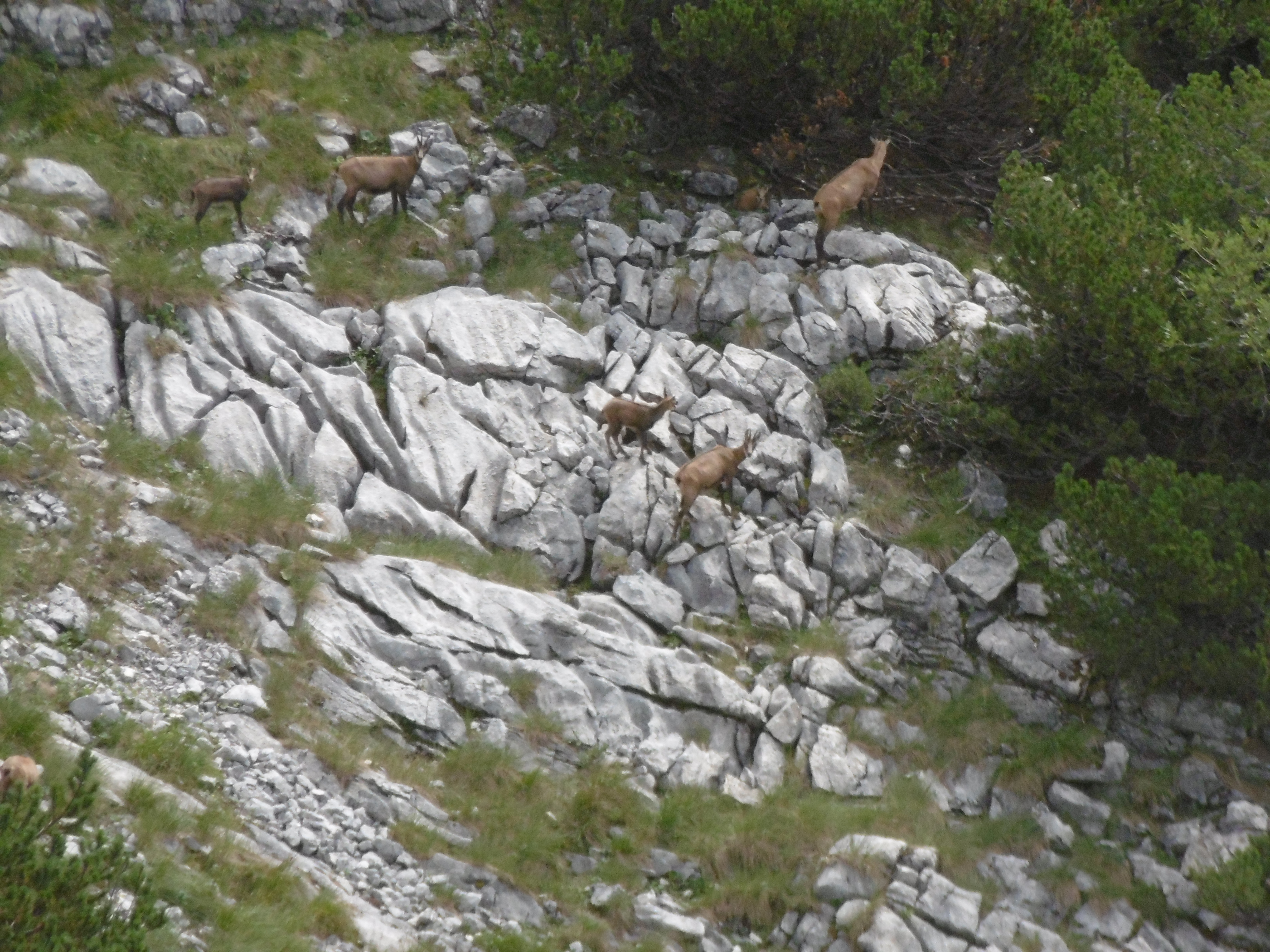
Gämsenrudel im Höllengebirge

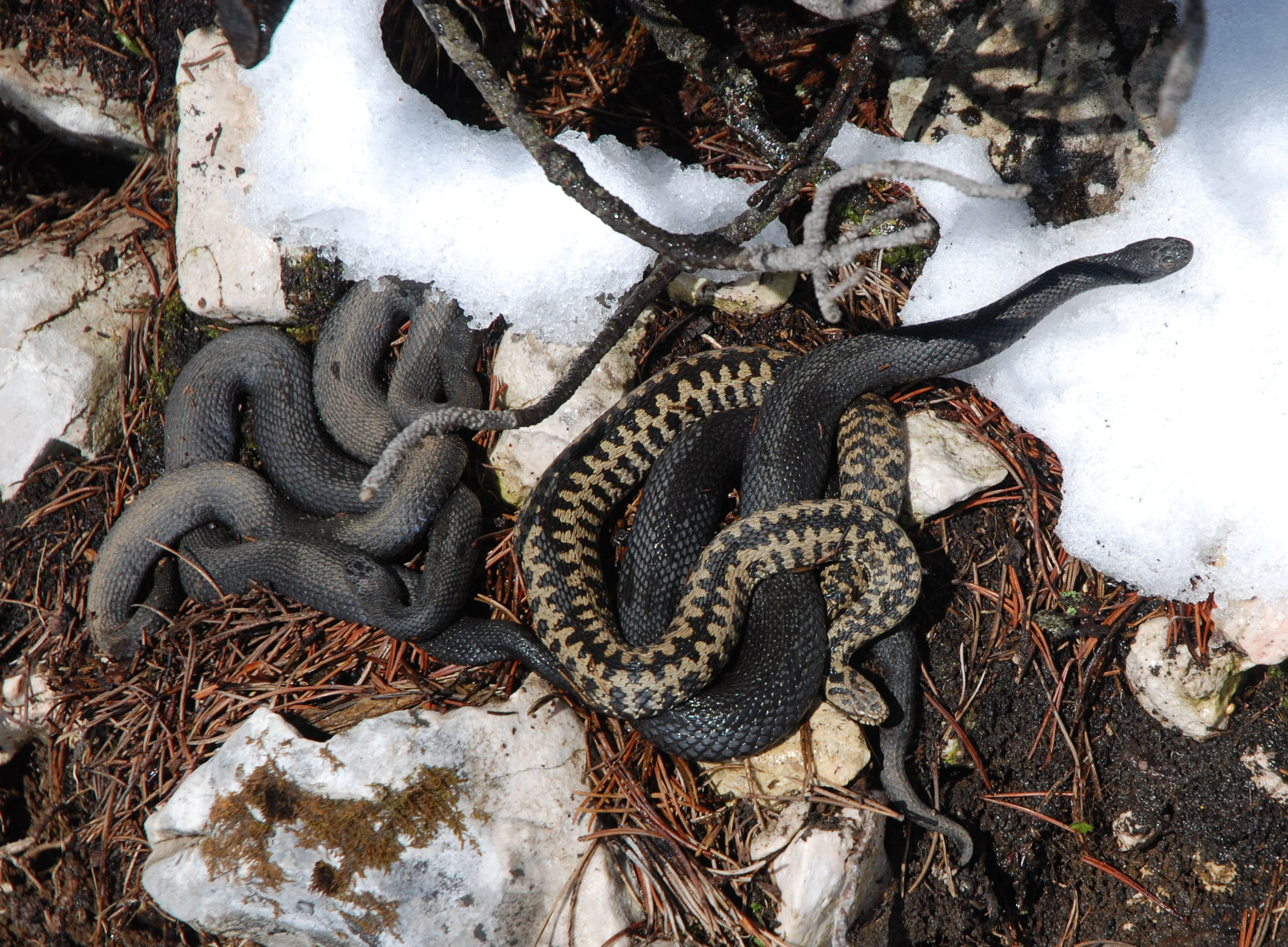
Kreuzottern (darunter auch die Farbvariante Höllenottern) südlich des Heumahdgupfes

Das Höllengebirge ist für Rehe (Capreolus capreolus), Rothirsche (Cervus elaphus) und Gämsen (Rupicapra rupicapra) ein Rückzugsgebiet; die Tiere treten in hohen Dichten auf. Auch Schneehasen (Lepus timidus) leben im Gebiet. Alpendohlen (Pyrrhocorax graculus) und Kolkraben (Corvus corax) sind häufig anzutreffen. Seltener sind Alpenschneehuhn (Lagopus muta), Birkhuhn (Lyrurus tetrix) und Auerhuhn (Tetrao urogallus). Alpenbraunellen (Prunella collaris) und Mauerläufer (Tichodroma muraria) wurden ebenfalls nachgewiesen. Das Höllengebirge ist auch Verbreitungsgebiet des Steinadlers (Aquila chrysaetos), jedoch ohne Brutnachweise. Der Uhu (Bubo bubo) konnte am Schoberstein nur indirekt (Gewölle) nachgewiesen werden. Auch die Kreuzotter (Vipera berus) und deren schwarze Farbvariante Höllenotter sind im Höllengebirge verbreitet.
Für viele Tiere der alpinen Regionen bildet das Höllengebirge zusammen mit dem Traunstein die Nordgrenze ihrer Verbreitungsareale in Oberösterreich. Dies gilt für den Alpensalamander (Salamandra atra) ebenso wie für die bereits erwähnten Steinadler, Alpendohlen, Alpenbraunellen und Mauerläufer.
Das Höllengebirge war im Jahr 2017 für kurze Zeit das Revier eines Luchses (Lynx lynx). Das am 17. März 2017 im Nationalpark Kalkalpen ausgewilderte Luchsmännchen Juri wanderte nach der Freilassung großräumig über das Krems- und Almtal in das Salzkammergut ab. Der mit einem Senderhalsband ausgestattete Luchs blieb dort neun Monate konstant in einem abgegrenzten Revier. Anfang 2018 begab er sich plötzlich auf Wanderschaft und kehrte durch das steirische Ennstal und über den Pyhrnpass in den Nationalpark Kalkalpen zurück.

## Naturschutz
Die am Fuß des Höllengebirges liegenden Bergseen stehen unter Naturschutz. Im Norden ist dies das Naturschutzgebiet Taferlklaussee (n039) mit 8,51 ha Fläche, im Osten sind es Vorderer Langbathsee (n010) und Hinterer Langbathsee (n011) mit 36,55 ha bzw. 12,47 ha Fläche. Der Attersee und der Unterlauf des Äußeren Weißenbachs sind Teil des Europaschutzgebiets Mond- und Attersee.

## Namenskunde

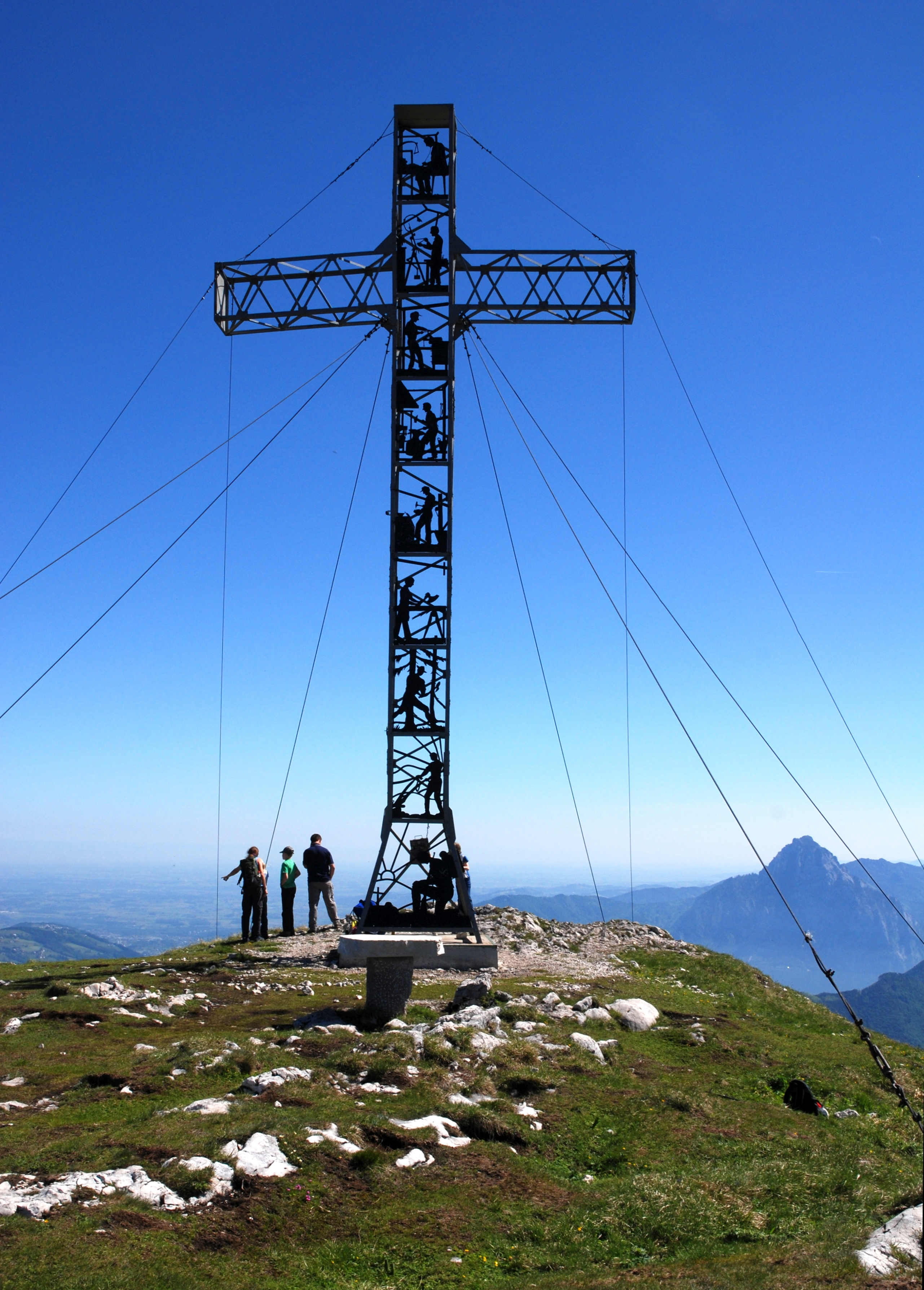
Das 14 m hohe Gipfelkreuz am Brunnkogel, 2007

Der wilde Talkessel „In der Höll“ an der Südseite des Gebirges ist namensgebend für das Gebirge, den Großen Höllkogel, sowie den dort entspringenden Höllbach. Viele Gipfel und Flurnamen gehen auf den Bewuchs zurück. Der Eiblgupf bezieht sich auf die Europäische Eibe (Taxus baccata), der Segenbaumkogel leitet sich vom Segenbaum (Juniperus sabina) ab, der Elexenkogel von der Elexe (Prunus padus), Hochlecken von der Lecken, einer lokalen Bezeichnung für die Bergkiefer (Pinus mugo) und der Kranabethsattel verweist auf die Kranabethstaude, den Gemeinen Wacholder (Juniperus communis). Salzlecken für das Wild haben zu den Namen Salzkogel und Salzberg geführt. Der Spielhahn gab vermutlich dem Spielberg seinen Namen. Latschen-(Berg-Kiefer) und Waldbrände führten zu den Namen Brennerin, Brunn- oder Brenntakogel. Der Feuerkogel bezieht sich ebenfalls auf Brände oder Sonnwendfeuer. Über das Grenzeck verläuft seit alters eine Grenze von Gebieten und Besitzungen. Heute verläuft hier die Grenze zwischen den Bezirken Vöcklabruck und Gmunden. Der Pfaffengraben bezieht sich auf das Kloster Traunkirchen, den ursprünglichen Besitzer dieses Gebietes. Der Mahdlgupf und die Mahdlschneid beziehen sich auf ein ehemaliges Bauerngut unterhalb des Grates (Schneid). Das Gut hieß Mahdbauer und war das heute aufgelassene Forstamt. Ein kleines Mahd wird als Mahdl bezeichnet. Das Jagdhaus Aufzug erhielt seinen Namen von einem 1722 erbauten Holzaufzug. Der Flurname Schiffau im Langbathtal geht auf die Gewinnung von Schiffsbauholz zur Konstruktion von Zillen zurück.

## Bergsport

### Wandern

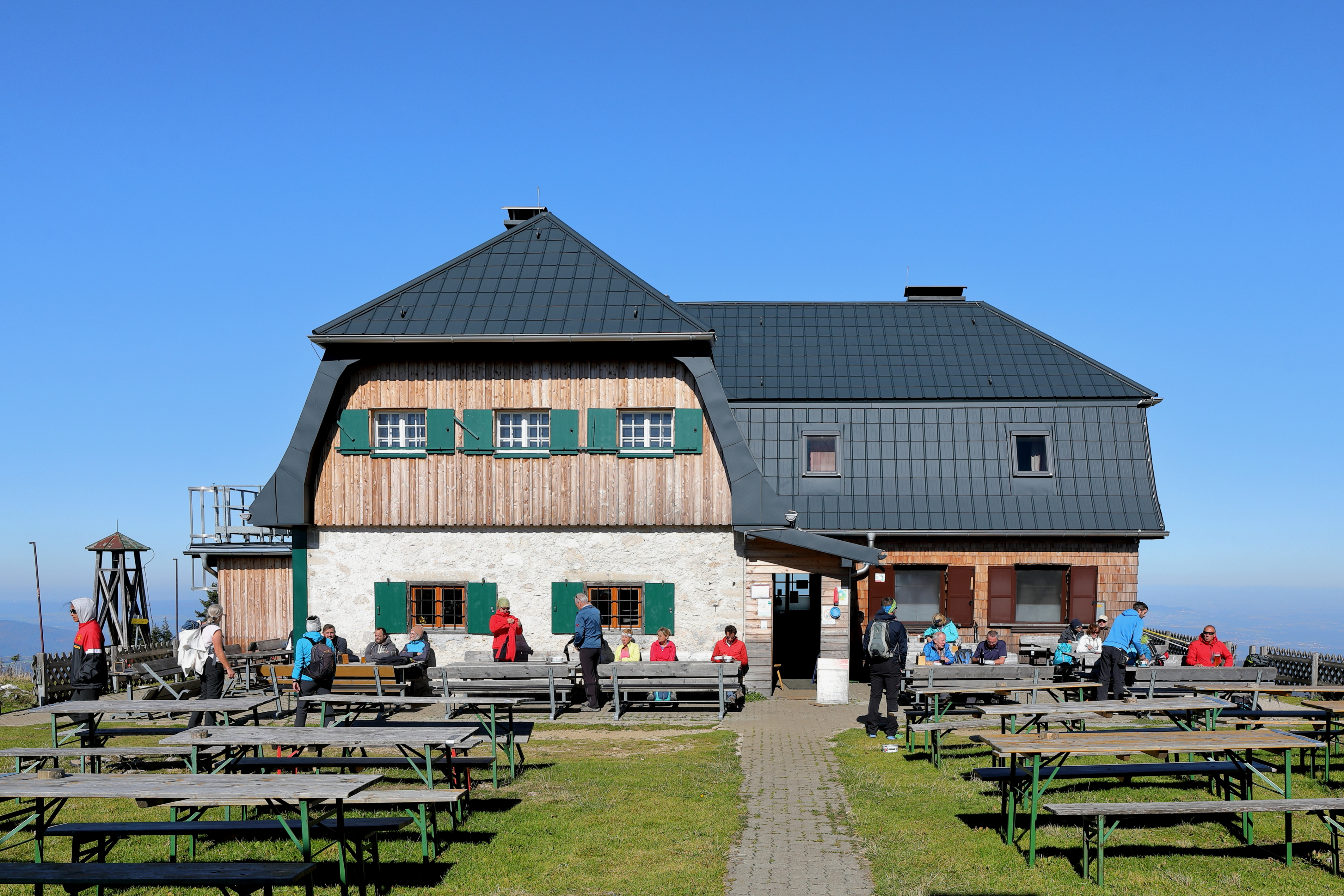
Das Hochleckenhaus, 2018

Für das Betreten des kaiserlichen Jagdgebietes war bis 1914 im zentralen Teil des Höllengebirges eine Ausnahmegenehmigung der k. u. k. Forstverwaltung erforderlich, sodass die Erschließung, verglichen mit anderen Gebirgen, relativ spät einsetzte.
Die Erlangung von Wegerechten für einen Anstieg auf das Plateau war schwierig und erst 1910, drei Jahre nach der Gründung der Alpenvereinssektion Vöcklabruck, durfte diese an der Westseite den Stieg und den Brennerriesensteig anlegen. Rund drei Viertel der Wegekosten von 1333 Kronen übernahm der Industrielle und Gründer der Eternit-Werke, Ludwig Hatschek. Noch vor 1914 konnte der markierte Weg vom Taferlklaussee durch den Langen Graben zur Griesalm eröffnet werden. 1925 eröffnete die Sektion Vöcklabruck das Hochleckenhaus und erwarb das bis dahin nur gepachtete Grundstück von den Österreichischen Bundesforsten.
An der Ostseite vergingen acht Jahre, bis die 1902 gegründete Sektion Gmunden den Steig vom Almengebiet des Feuerkogels über den Großen Höllkogel zur Spitzalm anlegen und 1911 unter strengen Auflagen die Kranabethsattelhütte am Feuerkogel errichten durfte. Ebenfalls 1927 errichtete die Naturfreunde-Ortsgruppe Attnang eine kleine Hütte, die bald als Naturfreundehaus ausgebaut wurde. Als letzte der vier Schutzhütten entstand 1929 die Rieder Hütte. Im Zweiten Weltkrieg und in den ersten Nachkriegsjahren kamen Tourismus, Vereinsleben der Sektionen und Bergsteigen zum Erliegen. Mit zunehmender Begeisterung für die Bergwelt gesellten sich ab 1950 wieder mehr Urlauber zu den einheimischen Bergsteigern. Die Hütten wurden saniert und ausgebaut. Neben dem Hochleckenhaus wurde ein Jugendheim (1960) und die Materialseilbahn (1965) gebaut. Die Rieder Hütte brannte 1973 nieder und wurde nach dem Wiederaufbau 1975 neu eröffnet. Die Kranabethsattelhütte wurde 1990 verkauft und brannte 1991 bis auf die Grundmauern ab. Im März 2012 wurde das Naturfreundehaus verkauft und es heißt seither Kranabeth-Hütte.

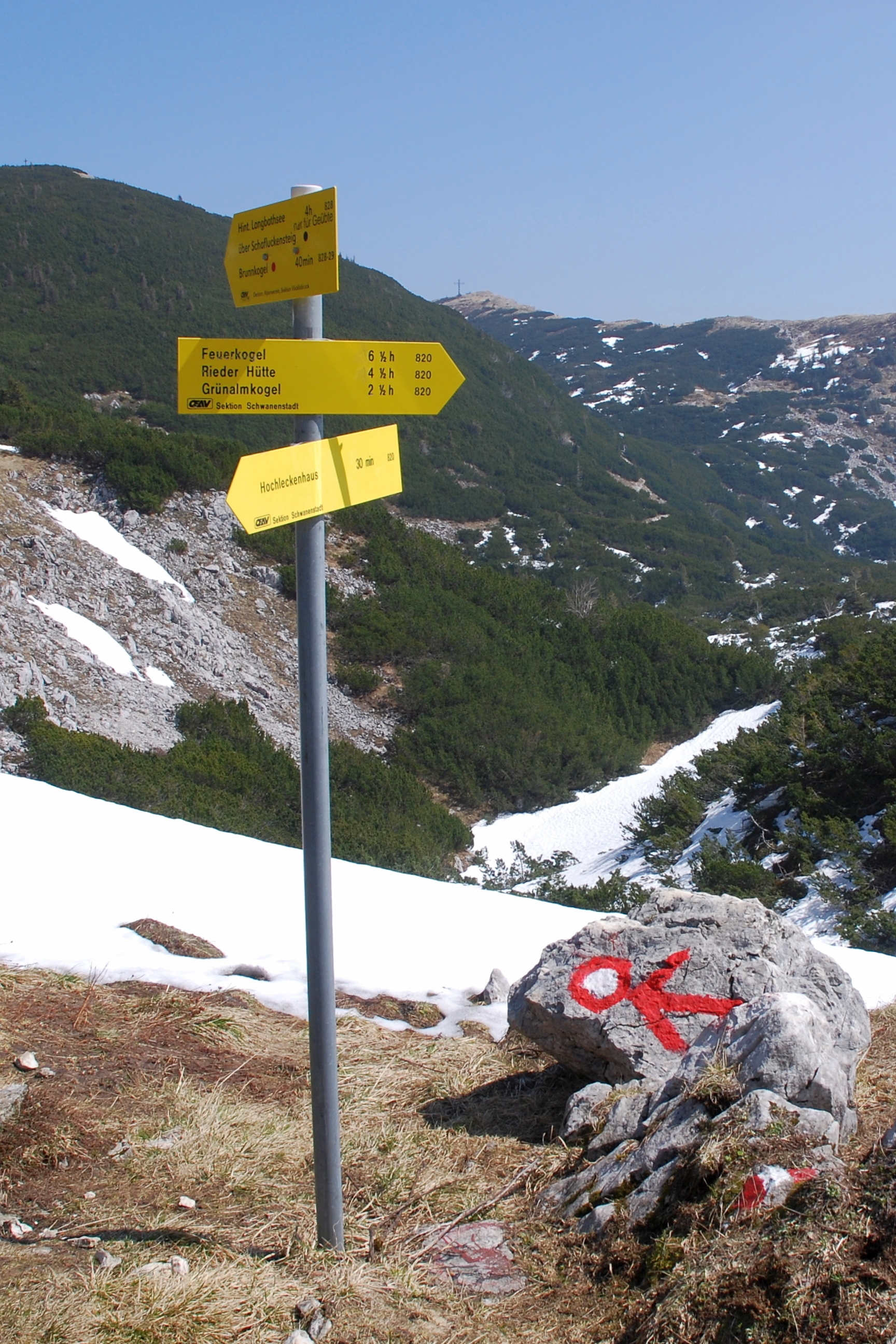
Beschilderung am Weg 820

Das markierte und beschilderte Wegenetz im Höllengebirge wird vom Österreichischen Alpenverein gewartet. Die Wege sind mit den Nummern 820 bis 837 bezeichnet. Der Österreichische Weitwanderweg Nr. 04 durchquert das Gebirge von Osten nach Westen. Dieser Weg trägt als Voralpenweg die Nummer 804, ist im Höllengebirge mit 820 bezeichnet und hat mit dem Grünalmkogel seinen höchsten Punkt. Anstiege auf das Plateau gibt es an der West-, Nord- und Ostseite. Die bekanntesten sind:
- Weg 820: Von Weißenbach am Attersee über den Schoberstein zur Brennerin im Westen beziehungsweise von Ebensee auf den Feuerkogel im Osten
- Weg 821 Brennerriesensteig vom Forstamt auf die Brennerin
- Weg 822 Stieg von Steinbach am Attersee zur Gaisalm
- Weg 824 von der Kienklause zum Hochleckenhaus
- Weg 825 von der Taferklause zum Hochleckenhaus
- Weg 828 Schafluckensteig vom Hinteren Langbathsee zur Schafalm
- Weg 832 von der Kreh auf den Feuerkogel

### Alpinismus

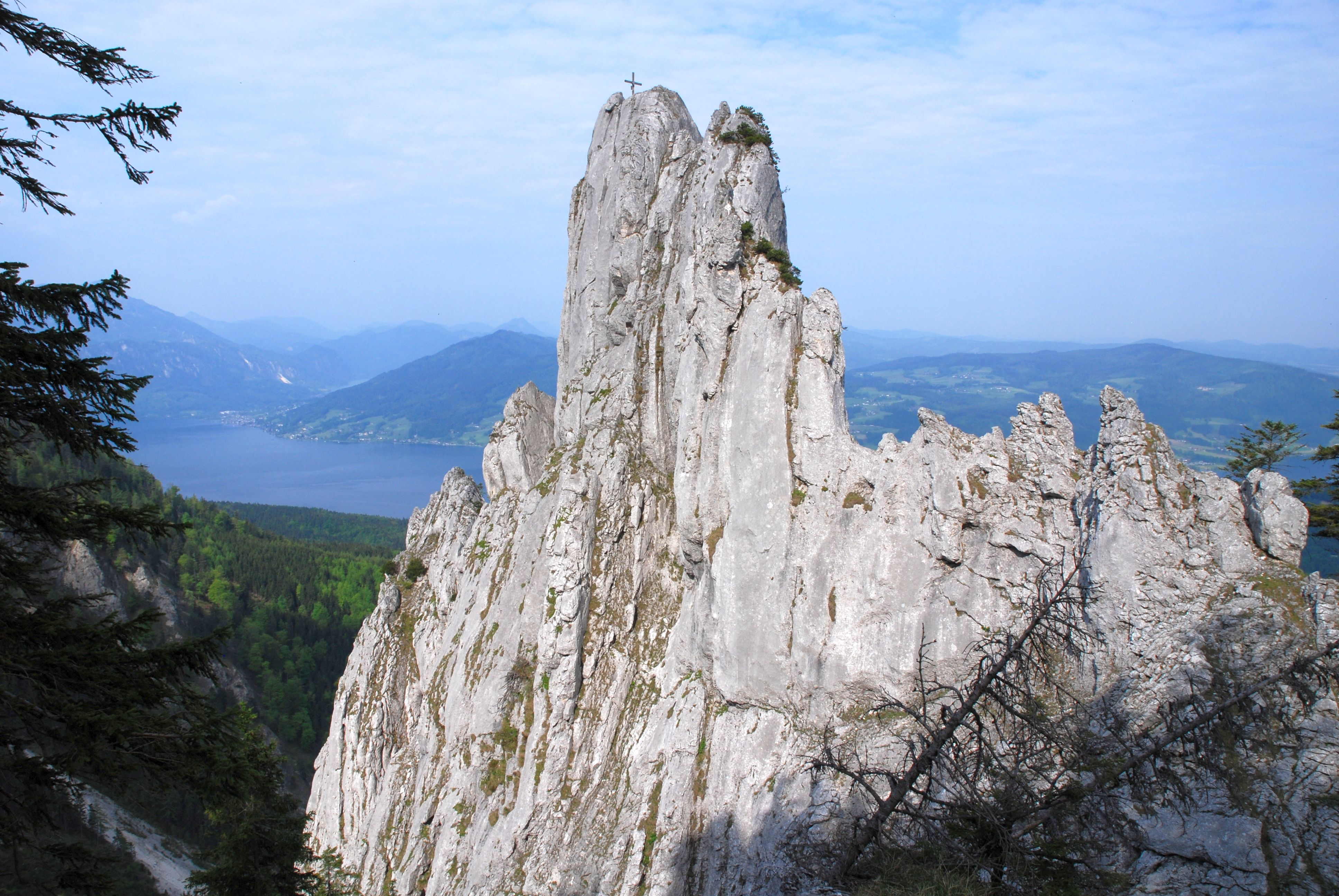
Die Adlerspitze bietet 55 Routen in allen Schwierigkeitsgraden

Die klettertechnische Erschließung setzte im Gegensatz zu anderen, spektakuläreren Gebirgsgruppen erst spät, etwa ab 1920, ein. Die schwierigen Türme und Wände an den steilen Nordabstürzen des Höllengebirges waren den Bergsteigern aus der Region vorbehalten. Vor allem den Gmundnern Sepp Stahrl, Josef Mulzet, Max Huemer, Hans Meiseleder und Franz Stadler gelangen in dieser Zeit schwierige Erstbegehungen, wie Eiblgupf-Nordostwand (V) und Alberfeldkogel-Nordostpfeiler (IV−). Im westlichen Höllengebirge setzte in den 1930er Jahren eine rege Erschließungstätigkeit der Vöcklabrucker Kletterer ein. Sepp Heizendorfer, Scheibenpflug, Hans Matterbauer, Wilhelm Stix und Gustav Neubacher waren vor allem an der Adlerspitze, den Steinernen Männern und am Vöcklabrucker Turm erfolgreich. 1938 gelang den Kletterern Franz Scheckenberger und Hias Aigner die Nordwestkante des Seeturms (V) und die Nordwand des Mittelgipfels der Adlerspitze (V).
Nach dem Zweiten Weltkrieg wurde die weitere Erschließung vor allem durch junge Kletterer der Alpenvereins-Ortsgruppe Kammer und der Naturfreunde-Ortsgruppen Lenzing und Vöcklabruck fortgesetzt. Heute gibt es, vor allem im westlichen Höllengebirge, viele Sportkletterrouten bis in den IX. Schwierigkeitsgrad.
2012 wurde am Mahdlgupf im Westen des Höllengebirges ein Klettersteig eingerichtet. 2010 begann eine erneute Erschließung durch eine Gruppe um den Linzer Bergsteiger Robert Wacha. Dies betrifft vor allem die südlichen Wände des Weißenbachtals sowie den Totengrabenkessel im Norden. So gelang im Winter 2015 die Durchsteigung der Südwand des Großen Höllkogels sowie 2017 die erste Begehung der Hirschlucken-Nordwand.

### Wintersport

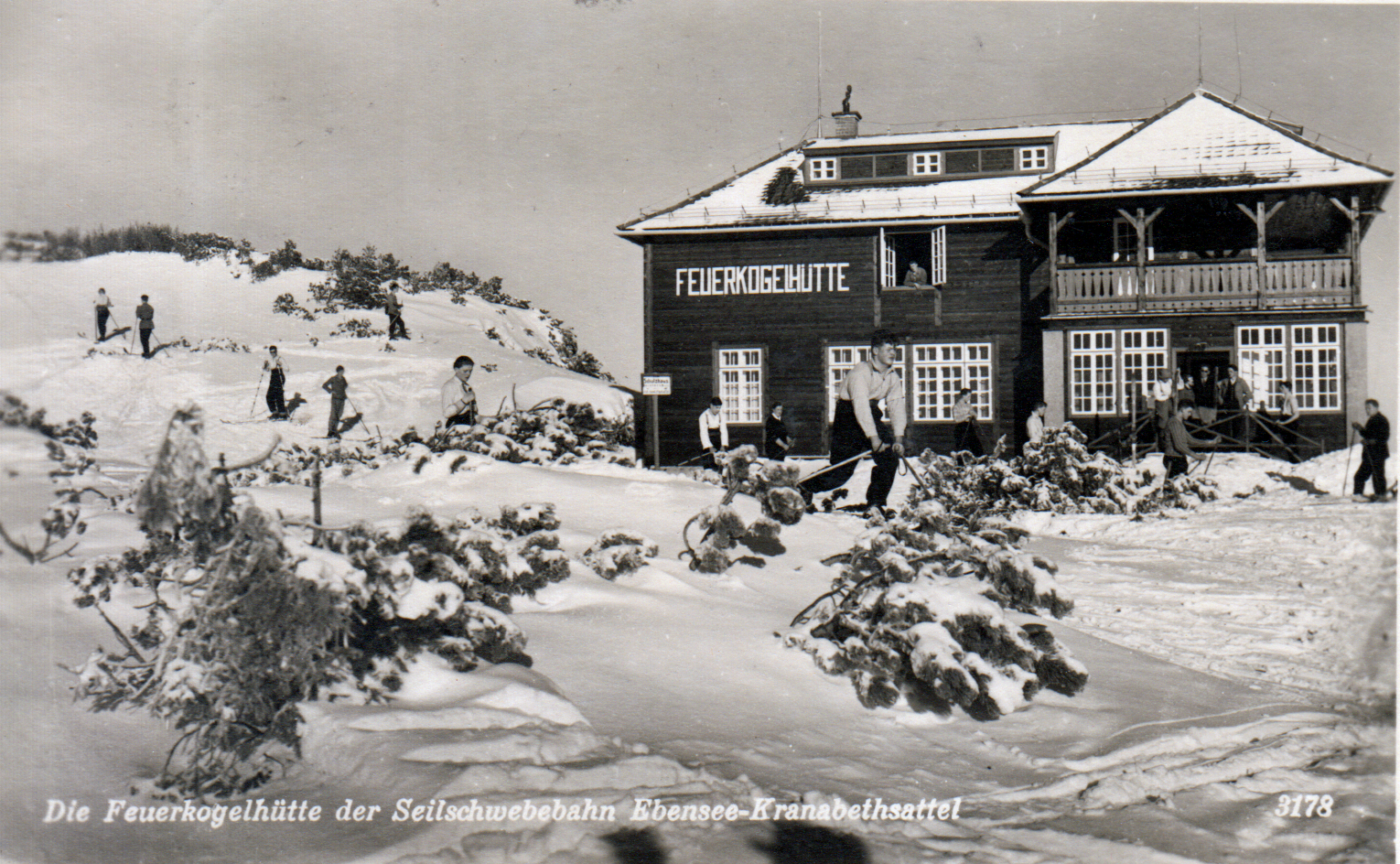
Skibetrieb bei der Feuerkogelhütte, 1932

Auf Initiative von Rudolf Ippisch wurde am 26. Juni 1927 die Feuerkogelseilbahn in Betrieb genommen. Obwohl der Skilauf in Oberösterreich immer populärer wurde, diente im Höllengebirge die Bahn vorerst als Aufstiegshilfe für Skiwanderungen auf dem umliegenden Hochplateau. 1936 wurde mit dem sogenannten Stangenlift der erste Schlepplift Österreichs gebaut. 2010 erfolgte ein weiterer Ausbau des Skigebietes mit der Errichtung von Versorgungsstraße, Achter-Gondelbahn und Sechser-Sesselbahn sowie der Anlage einiger Pisten. Neben den Alpenvereinshütten bieten mehrere private Gasthöfe und Hütten sowie ein Hüttendorf Übernachtungsmöglichkeiten. Es stehen am Feuerkogel insgesamt acht Liftanlagen für 16 km Pisten, davon 6 km unpräpariert, zur Verfügung.

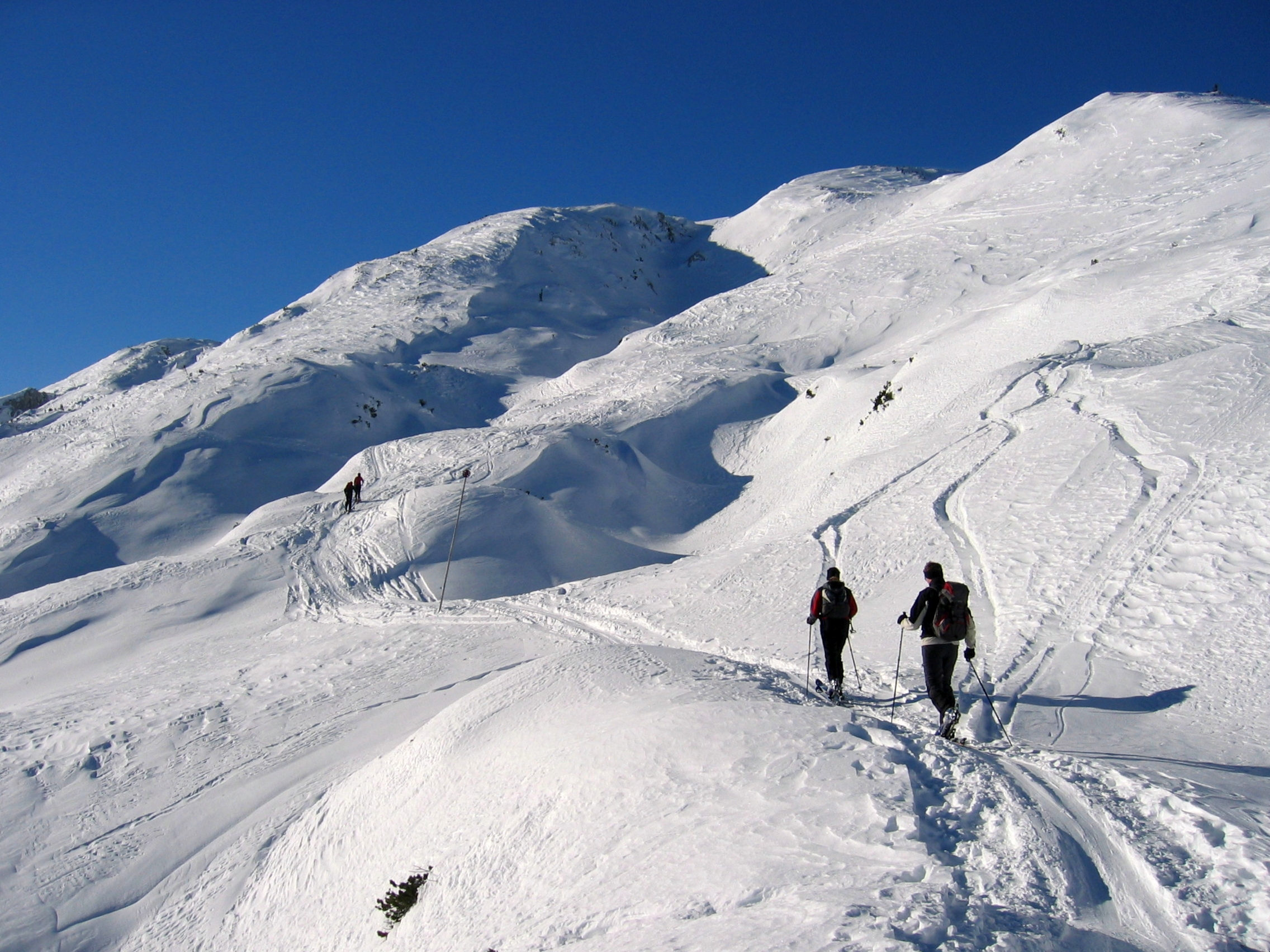
Skitour zum Großen Höllkogel

Das Hochplateau ist auch für Schneeschuh- und Skitouren geeignet. Die mit Wintermarkierungen versehene Höllengebirgsdurchquerung vom Feuerkogel zum Hochleckenhaus ist die längste Skitour in dem Gebiet. Weitere Skifahrgelegenheiten bestehen bei den Hochleckenliften, die in den 1970er Jahren im westlichen Teil des Höllengebirges in der Nähe der Taferlklause errichtet wurden. Dort stehen vier präparierte Pisten und vier Schlepplifte zur Verfügung.

### Gleitschirm- und Drachenfliegen
Das Höllengebirge ist ein bekanntes Gebiet für Gleitschirmflieger. Das Plateau am Feuerkogel bietet mit seinem Gefälle gute Startplätze. Ausgewiesene Bereiche befinden sich im Norden und im Südosten. Im Norden befindet sich eine Startrampe für Hängegleiter. Auch die Griesalm beim Hochleckenhaus wird als Startplatz für Gleitschirmflieger genutzt. Dem Luftsportler bietet sich aus der Höhe ein guter Blick auf einen Großteil des Salzkammerguts.

## Wirtschaft

### Tourismus

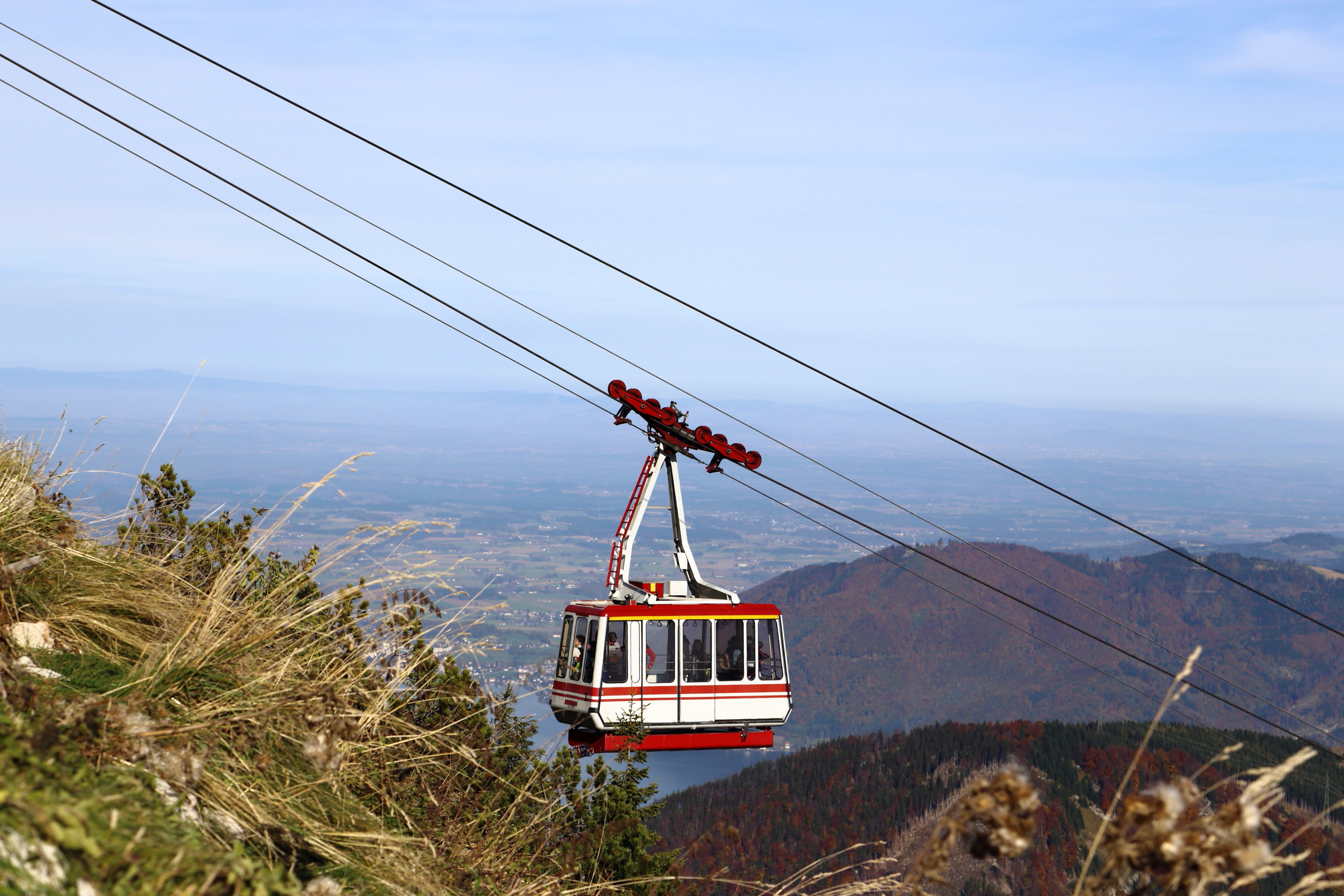
Gondel der Feuerkogelseilbahn, 2013

Das Salzkammergut genießt einen hohen Bekanntheitsgrad als Tourismus- und Erholungsgebiet und hat diesbezüglich seit langem eine große Bedeutung. Den touristischen Schwerpunkt in der Sommersaison bildet die klassische Sommerfrische an den zahlreichen Seen und Bergen. Auf vielen Hütten werden Bewirtung und Übernachtungsmöglichkeiten angeboten. Zu den beliebtesten Bergtouren zählt ein Besuch des Hochleckenhauses. Die Zahl der Tagesgäste steigt, und an schönen Sommer- und Herbsttagen, besonders an den Wochenenden, sind die Parkplätze oft überlastet. Im Oktober 2022 kam es durch den Besucheransturm zum Vorderen Langbathsee zu einer Überlastung, und die Langbathsee Straße musste gesperrt werden. Um den Besucherstrom zu lenken, soll eine Parkraumbewirtschaftung eingeführt werden.
Die Gemeinde Steinbach am Attersee ist seit 2008 Teil der Initiative Bergsteigerdörfer des ÖAV. Ziel ist es, einen nachhaltigen Alpentourismus im Sinne der Alpenkonvention zu entwickeln.

### Almwirtschaft

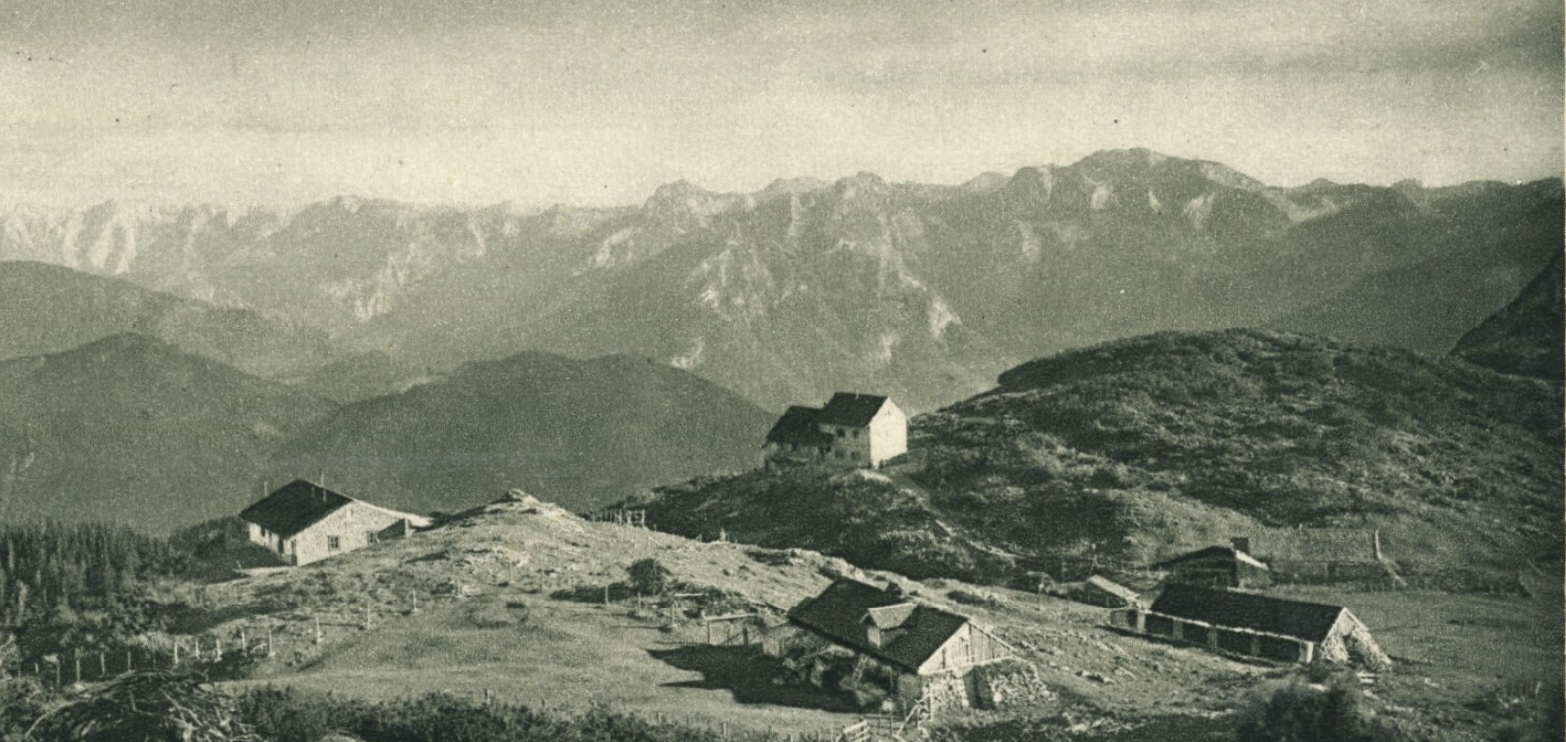
Kranabethsattelalm, 1923

Eine große Anzahl von Almen diente der Almwirtschaft, deren Bedeutung im 20. Jahrhundert stark zurückgegangen ist. Flurnamen wie Gaisalm und Schafalm deuten auf die seinerzeit größere Verbreitung hin und zahlreiche Grundmauern verfallener Hütten, wie bei der Hinteren Spitzalm, erinnern daran. 1864 wurden durch ein Regulierungserkenntnis der k. u. k. Landeskommission ein Weideverbot für Schafe und Ziegen verhängt sowie die Weiderechte und die zulässige Anzahl des Viehs festgelegt, um der Gefahr der Tierseuchenübertragung und der damit einhergehenden Einschränkung der kaiserlichen Jagd entgegenzuwirken. 2019 wurden nur noch die Grießalm nahe dem Hochleckenhaus und die Kranabethsattelalm am Feuerkogel bewirtschaftet. Die Weidefläche der beiden Servitutsalmen beträgt 47 Hektar, auf ihnen weiden 65 Hausrinder.

### Forstwirtschaft
Mit der Errichtung der Saline in Ebensee am Traunsee 1604 wurde die gesamte Holzwirtschaft des Gebietes auf die Brennholz-Erzeugung für das Sudhaus ausgerichtet. Für die Salzgewinnung in den Sudpfannen wurden pro Woche rund 400 Raummeter Holz benötigt. Um bei diesem großen Bedarf die Wälder vor Raubbau zu schützen, wurden bereits damals Förster bestellt und Waldämter (heute Bezirksforstinspektion) eingerichtet. In Waldbeschaubüchern wurden strenge Vorschriften für die Entnahme (Menge, Art und Standort) von Holz festgelegt. Insbesondere der Gewinnung von Fichten- und Tannenholz kam hohe Priorität zu, da nur diese das notwendige großflammige und nicht zu heiße Feuer erzeugen konnten. Die Flammen des Buchenholzes waren dafür zu heiß und konnten den Pfannenboden beschädigen. Lärchen wurden für die Röhren der Soleleitungen benötigt.
Alle Täler wurden für den Holztransport erschlossen, ein ausgeklügeltes System von Klausen wurde angelegt. Kompliziert gestaltete sich der Transport des Holzes aus dem an der Nordseite des Gebirges gelegenen Kienbachtal. Das Holz wurde zuerst über den Kienbach (Kienklause) zum Attersee getriftet und mit Plätten nach Weißenbach gebracht. Der Weitertransport erfolgte meist im Winter mit von Ochsen gezogenen Schlittenfuhrwerken. Ab der Wasserscheide (Umkehrstube) konnte bis zur Saline nach Ebensee wieder getriftet werden. Um die Arbeit zu erleichtern, wurde 1722 ein hydraulischer Aufzug, der einen Höhenunterschied von 50 Metern überwand, mit anschließendem Schwemmkanal gebaut. Insgesamt benötigte das Holz vier Jahre, bis es nach Ebensee gelangte. 1877 ermöglichte die Inbetriebnahme der Salzkammergutbahn den Transport billiger Braunkohle aus den Revieren am Hausruck, was zur Einstellung des Holztransportes nach Ebensee führte.

### Jagd

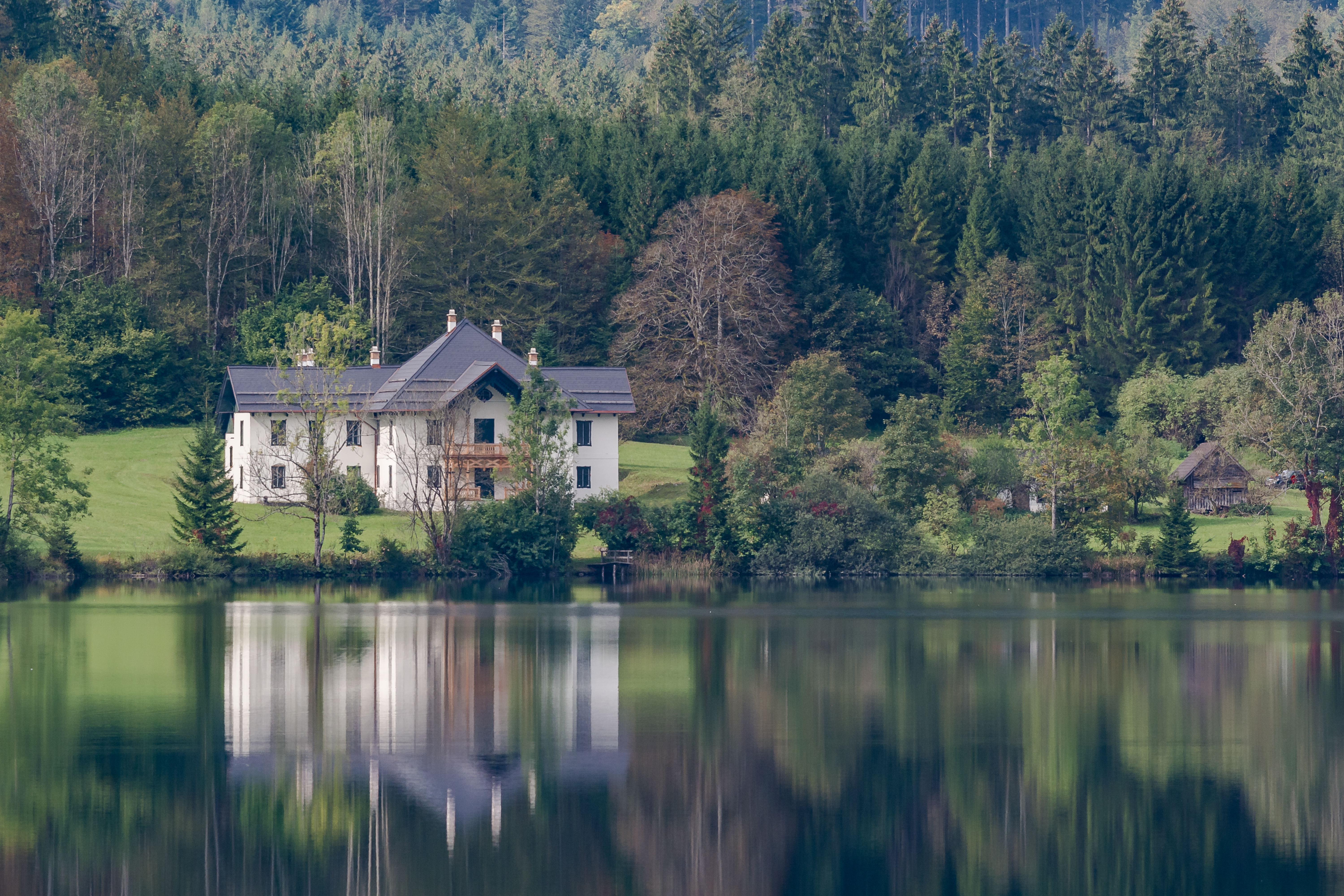
Das ehemalige kaiserliche Jagdschloss steht am westlichen Ufer des Vorderen Langbathsees, 2016

Das Höllengebirge ist sehr wildreich. Der Fund der Lanzenspitze einer Saufeder am Südhang des Salzberges nahe der Brennerin belegt, dass bereits im 17. Jahrhundert auf dem Plateau gejagt wurde. Der letzte Braunbär wurde 1778 im Aurachkar erlegt.
Das Höllengebirge befand sich in dem vom Kaiserhaus gepachteten Hofjagdgebiet und war eines der bevorzugten Reviere von Franz Joseph I., dessen Sommerresidenz im nahen Bad Ischl lag. 1860 wurden für die Jagd Steinböcke eingesetzt. Um für reichliche Äsung zu sorgen, wurden in den Südhängen des Elexenkogels großflächig die Latschenkiefern gerodet, was jedoch zu einer völligen Verkarstung führte. Die Steinböcke konnten sich im Höllengebirge nicht etablieren und das letzte Exemplar wurde 1880 gesichtet. Für das Mitterweißenbacher Revier wurde der Wildbestand mit 300 bis 350 Stück Hochwild und 200 Stück Rehen angegeben. Bei der alljährlichen Gimbachjagd wurden bis zu 40 Gämsen und einige Hirsche erlegt. Hierbei waren bis zu 200 Treiber im Einsatz. In der Helmesriese, an der Ostseite des Höllengebirges, schoss der Kaiser seine zweitausendste Gams. Das Jagdhaus Aufzug beim Holzaufzug im Weißenbachtal benutzte der Kaiser regelmäßig und auf der Spitzalm stand eine kaiserliche Jagdhütte. Das Jagdschloss von Kaiserin Sissi befand sich am Vorderen Langbathsee. Die Hofjagdleitung in Ebensee verhängte jeden Sommer während der Jagdsaison ein absolutes Betretungsverbot über das zentrale Höllengebirge und Wilderei wurde streng verfolgt. Die letzte Hofjagd fand im Aurachtal am 23. Juli 1914 statt. Heute obliegt die Jagdverwaltung den Österreichischen Bundesforsten als Eigentümer.

### Bergbau
Vorwiegend karbonatdominierte Kies-Sand-Vorkommen werden in Schottergruben abgebaut und als Baurohstoffe genutzt. Wirtschaftlich am bedeutendsten sind dabei die Kiesabbaue in den würmzeitlichen Terrassen und Staukörpern. Diese sind vor allem im Weißenbachtal anzutreffen. Ein großer Abbau war früher im Schwemmkegel bei der Taferlklause unterhalb der Bischofsmütze mit Hauptdolomit und Steinalm- und Wettersteinkalk aktiv. Gelegentlich wird im Mitterweißenbach und im Äußeren Weißenbach Wildbach- und Flussschotter entnommen, der für Bauzwecke verwertet wird.

## Siedlungen
Die Hochlagen des Höllengebirges liegen außerhalb des Dauersiedlungsraumes, die Besiedlung beschränkt sich daher auf wenige isolierte Berghöfe und Berghütten. Insbesondere am Feuerkogel existiert eine ausgeprägte touristische Infrastruktur. Gasthöfe, Hotels und ein Hüttendorf mit 13 Selbstversorgerhütten bilden eine Art moderne Streusiedlung im Gebirge. Seit 1968 steht dort die Christopheruskapelle der Diözese Linz.

## Das Höllengebirge in Kunst und Literatur

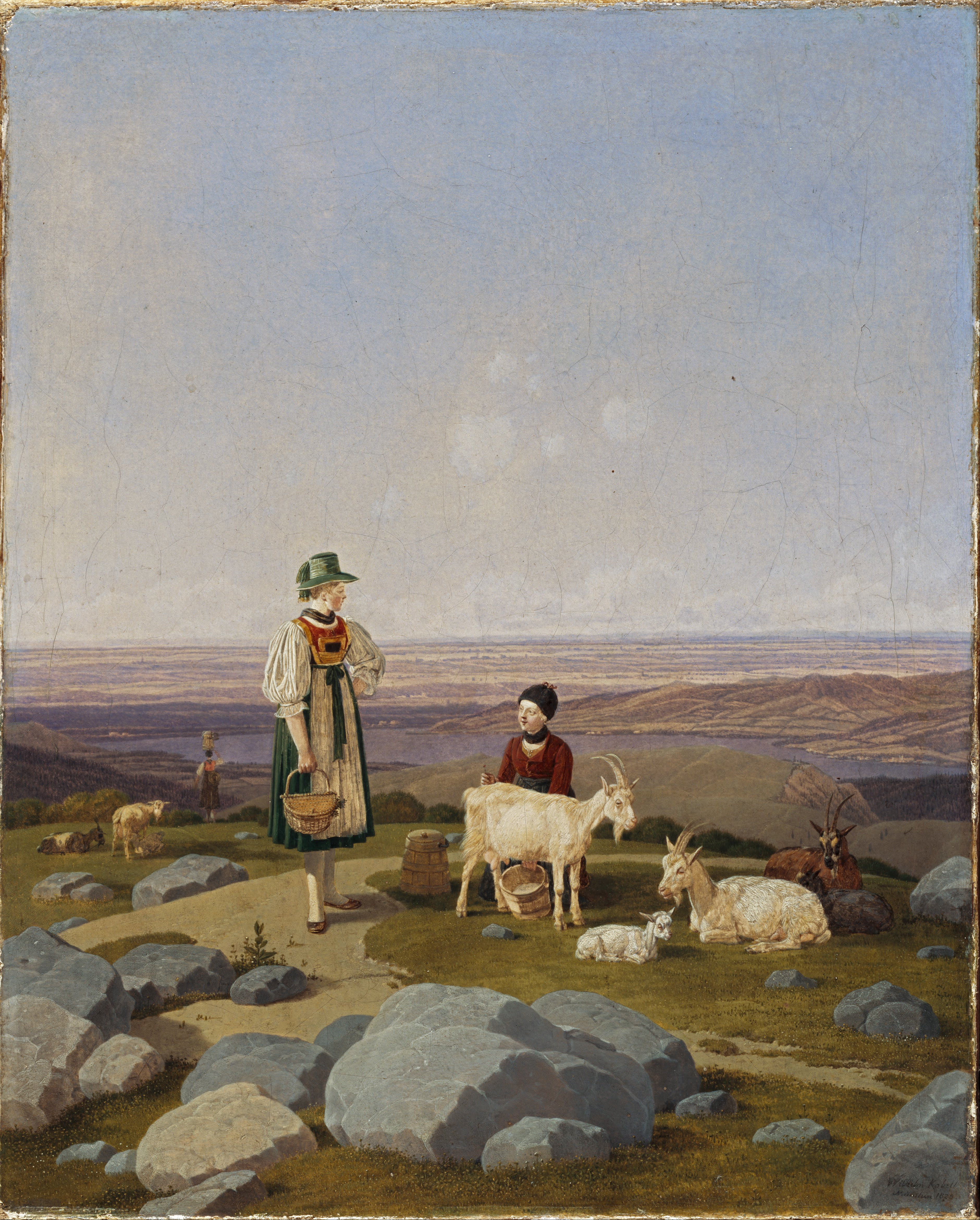
Wilhelm von Kobell:
Auf der Gaisalm, 1828

In der Nähe der Geißalm befindet sich ein Felsenloch, das in der Sage als Teufelsjoch (Teufelsloch) erwähnt wird.

„In Steinbach am Attersee war eine Pfarrersköchin so zanklustig, daß sie schließlich der Teufel holte. Noch in der Luft stritt sie mit ihm, bis er mit ihr hoch oben im Höllengebirge durch den Berg fuhr und dabei das Teufelsjoch aufriß.“

Unweit des Hochleckenhauses befindet sich die Schatzgräberhöhle (Katasternummer 1567/24) beim Goldenen Gatterl, die ebenfalls Gegenstand einer Volkssage ist.

„Zu einem braven, armen Holzknecht auf der Scherhaufenwiese kam alljährlich ein Wällischer und ließ sich vom ältesten Buben auf die Griesalpe führen, um dort Gold zu holen. Er beschenkte die Familie immer so reichlich, daß es ihr gut ging. Den Holzknecht aber packte die Gewinnsucht, er überredete den Wällischen, ihn in die Goldschlucht mitzunehmen. Der Wällische ließ ihn hinab, warf ihm aber den Strick nach und ging davon. Der Holzknecht hatte einen Sack Lebensmittel bei sich und grub sich mit den Händen am Rabenstein bis ins Freie durch. Seine Hände waren aber bis zu den Armgelenken verschwunden. Der Mann selbst war wahnsinnig. In lichten Augenblicken erzählte er, in der Tiefe befinde sich ein goldenes Gatterl, vor demselben stehe ein Steintisch, auf dem Hammer und Schlägel lägen. Durch das Gatterl komme man in eine Kammer mit Gold. Von einem Bauernknecht aus Neukirchen in der Viechtau geht dieselbe Sage.“

In der Biedermeierzeit kamen Landschaftsmaler in das Salzkammergut und an das Höllengebirge. Ferdinand Georg Waldmüller, Wilhelm von Kobell und Friedrich Gauermann schufen Werke, die das Höllengebirge und dessen Umgebung zeigen.
Gustav Mahler verbrachte 1893 bis 1896 die Sommermonate im Gasthaus „Zum Höllengebirge“ in Seefeld in der Gemeinde Steinbach am Attersee und ließ sich bei seinen Kompositionen von der Landschaft des Höllengebirges und des Attersees inspirieren. Auf einer weiten Wiese vor dem Gasthaus ließ er sich am Seeufer ein Komponierhäuschen errichten, in welchem er die II. Symphonie vollendete und 1895/96 die III. Symphonie komponierte. Während der Arbeit an der III. Symphonie lud er seinen Freund Bruno Walter ein. Beim Anblick des Höllengebirges sage Mahler zu Walter: „Sie brauchen gar nicht mehr hinzusehen – das habe ich alles schon wegkomponiert.“